# Иакинф (Бичурин)
Иаки́нф (рус. дореф. Іакинѳъ; кит. трад. 乙阿欽特, упр. 乙阿钦特, пиньинь Yǐāqīntè, палл.: Иациньтэ; в миру Ники́та Я́ковлевич Бичу́рин, кит. упр. 比丘林, пиньинь Bǐqiūlín, палл.: Бицюлинь; 29 августа [9 сентября] 1777, село Акулево, Цивильский уезд, Казанская губерния, Российская империя — 11 [23] мая 1853, Санкт-Петербург, Российская империя) — архимандрит Русской православной церкви (в 1802—1823 годах); востоковед и путешественник, знаток китайского языка, один из основоположников русской синологии, первый китаевед, получивший общеевропейскую известность.
Происходил из семьи сельского дьяка, окончил Казанскую духовную академию, в которой был оставлен преподавателем. В 1808—1821 годах находился в Пекине, возглавляя Девятую духовную миссию. Из-за предпочтения научной работы миссионерской деятельности был подвергнут суду Святейшего Синода и в 1823—1826 годах находился в ссылке на острове Валаам. После освобождения был избран членом-корреспондентом Императорской Санкт-Петербургской академии наук (с 17 декабря 1828 года), почётный иностранный член Парижского Азиатского общества (с 7 марта 1831 года). Трёхкратный обладатель полной Демидовской премии (1835, 1839 и 1849 годов) и одной половинной (1841). В 1819—1851 годах выпустил в свет 14 книг и около 100 статей о Китае и сопредельных странах, считая своей обязанностью также популяризацию сведений о Дальнем Востоке; многие труды так и остались до сих пор неопубликованными.
Впервые показал важность китайских источников для изучения всемирной истории и определил развитие российского китаеведения как комплексной дисциплины на многие десятилетия вперёд. Он был также первым российским синологом, который оперировал в большом объёме именно китайскими, а не маньчжурскими источниками; до него никто в мировой синологии в столь большом объёме китайские исторические источники не использовал. Его труды переиздаются и в XXI веке.

## Биография

### Происхождение
В автобиографической записке утверждалось: «Отец Иакинф Бичурин родился в Казанской губернии в Чебоксарском уезде в селе Бичурино в 1777 году августа 29 дня». Эти сведения использовались практически всеми биографами XIX и XX веков и не подвергались критической проверке. Только в результате начатого в 1960-х годах исследования чувашских архивных фондов выяснилось, что Никита Бичурин родился в селе Акулево (ныне деревня Типнеры, не путать с современным селом Акулево), где его отец Яков Данилов служил диаконом. По происхождению Никита, вероятно, был наполовину или на четверть чувашом, мать — вероятно, русская, его дед Данил Семёнов был из чувашей. Никаких воспоминаний о своих детских и юношеских годах Бичурин не оставил, хотя его эпистолярное наследие свидетельствует, что связи с родственниками он поддерживал до старости.
В 1779 году Яков Данилов получил сан священника и был переведён в Воскресенскую церковь в село Бичурино («Пичурино» в старой орфографии). Судя по архивным данным, детство Никиты прошло в суровой обстановке. В июне 1777 года своими же сослуживцами был убит священник местного прихода Прокопий Степанов и приход был отдан его сыну — Петру Прокопьеву, который весьма жестоко обращался с чувашами-прихожанами и членами причта, что было описано в челобитной, адресованной Казанской духовной консистории в 1791 году. 11 августа 1794 года он в пьяном виде «избил до крови» мать Бичурина — Акилину Степанову, но только 4 апреля 1796 года Консистория постановила запретить его в служении на 4 месяца и отправить в Чебоксарский Троицкий монастырь.
Приход Воскресенской церкви включал 5 селений и относился к числу малодоходных. Отец Бичурина занимался крестьянским трудом («упражнение в земледельчестве, яко несвойственного сану»), но не слишком успешно, находясь в «состоянии нехорошем по пьянству». Глава семьи влез в долги, в 1796—1797 годах Консистория потребовала от него срочно вернуть долг в 39 рублей о. Петру Прокопьеву и 75 рублей — певчему Савиновскому.
В 1785 году архиепископ Казанский Амвросий (Подобедов) издал строгое предписание доставлять детей духовенства в Казань для зачисления в Духовную семинарию и штрафовать тех, кто пытался освободить их от духовных училищ. За непослушание полагались «чёрные работы», запрещение в служении и сдача виновных в солдаты. Святейший Синод тогда же не дозволил детям духовного звания обучаться в светских заведениях вместо духовных. Иакинф в автобиографической записке утверждал, что в том же 1785 году в 8-летнем возрасте поступил в Казанскую семинарию, что долгое время тоже не проверялось исследователями. Однако уже А. Н. Бернштам в биографическом очерке 1950 года писал, что Никита начал обучение в училище нотного пения в Свияжске, а оттуда был переведён в семинарию. И. Д. Мурзаев установил, что школа нотного пения в Свияжском монастыре была открыта только в 1786 году, Никита Бичурин в составе семьи Якова Данилова в духовных росписях Воскресенской церкви не упоминался с того же года. Из этого И. Д. Мурзаев и П. В. Денисов делали вывод, что он начал образование в свияжской новокрещенской школе.

### Казань. Духовная семинария. Монашество
В Казанской духовной семинарии Никита Бичурин провёл около 14 лет. Там же он получил фамилию, поскольку в Казанской епархии новых учеников именовали по названиям округов, селений и церквей, откуда они происходили; при этом родные братья, обучавшиеся в заведении, носили разные фамилии. Так, младший брат Никиты — Илья — в 1798 году получил фамилию Фениксов. Содержание учеников возлагалось на их родителей, поэтому Никита Бичурин почти все годы обучения провёл на отцовском иждивении, что вынуждало его к аскетическому образу жизни (содержание и питание стоило 80—100 руб. в год). Биографы отмечали, что он всю жизнь был чрезвычайно воздержан в пище и напитках, чай пил всегда без сахара, ел мало. Только в 1794 году наступило небольшое облегчение: бедных семинаристов дозволялось включить в штат другого прихода, часть дохода отдавалась на требоисправление. Это произошло из-за травмы отца — в августе 1794 года неизвестные отрубили Якову Данилову четыре пальца на руке, и его место было передано сыну указом Консистории от 30 сентября того же года. Илья Фениксов по бедности был зачислен в духовную академию на казённый кошт. После смерти жены Яков Данилов покинул приход, а в 1801 году постригся в Чебоксарском Троицком монастыре под именем Иоасафа.
Никита Бичурин в семинарии (и в Академии, после её преобразования из семинарии в 1797 году) считался в числе лучших и одарённых учеников. В качестве такового он был представлен архиепископу Амвросию. В ряде исследований упоминается, что владыка Амвросий имел право посылать двоих самых способных учеников в Александро-Невскую академию, и в списке её студентов называется и Никита, однако его поездка в Петербург остаётся только гипотетической и в документах не отражена.
После реформы владыки Амвросия учебный процесс в Казанской семинарии обогатился помимо обязательных богословских и литургических дисциплин изучением немецкого и французского языков, географии и истории; из Москвы были вызваны новые преподаватели. Знание западных языков было Бичуриным вынесено именно из семинарии: он свободно владел древнегреческим и латинским языками, хорошо говорил по-французски и по-немецки. Мог он развивать и другие свои таланты: 7 декабря 1795 года в честь отъезда Амвросия в Петербург на день его ангела был устроен торжественный приём, на котором Никита выступил со стихотворениями «Мелос» (на греческом — «Песнь») и «Сон» на русском языке, воспевавшими «цветение наук казанского сада» под покровительством архиепископа. Чувашские исследователи В. Г. Родионов и В. П. Никитин утверждали, что он мог написать (один или совместно с другими семинаристами) и чувашский стих в честь Амвросия, но это недоказанный факт. Хотя известно, что на том же торжественном приёме действительно было прочитано стихотворение на чувашском языке; его текст сохранился в историческом источнике и он дошёл до наших дней.
Некоторые дореволюционные авторы указывали, что в семинарии Никита Бичурин брал уроки живописи и неплохо научился рисовать. Однако он никогда не пытался заниматься иконописью или религиозной живописью, а в дальнейшем иллюстрировал собственные историко-этнографические исследования. Курс обучения он завершил в 1799 году и, по сообщению Н. С. Щукина, «отказался от священнического служения». По рекомендации епископа Амвросия Никиту оставили на должности учителя информатории — низшего отделения, где он преподавал основы латинского и русского языков, сокращённый катехизис и священную историю.
29 мая 1800 года, став к тому времени учителем грамматического класса, Никита Бичурин подал прошение новому казанскому архиепископу Серапиону о желании принять пострижение. В донесении в Синод владыка Серапион характеризовал Никиту как «поведения честного», отметив его способности к продолжению учительской деятельности. Разрешение было получено очень быстро, и уже 18 июля Никита Бичурин был пострижен в монашество и под именем Иакинфа был определён в число соборных иеромонахов санкт-петербургской Александро-Невской лавры. 22 июля он был возведён в сан иеродиакона. Восхождение его по лестнице церковных чинов происходило быстро: 25 августа 1801 года он был рукоположён во иеромонаха, а 7 ноября получил в управление Казанский Иоанновский монастырь.
Переход талантливого семинариста в ряды чёрного духовенства объяснялся по-разному ещё при его жизни. Большинство биографов Иакинфа пытались объяснить пострижение неудачной любовью, основываясь на воспоминаниях Н. С. Моллер. Она утверждала, что двоюродные братья и сотоварищи по академии Никита Бичурин и Александр Карсунский были влюблены в одну и ту же девушку — Татьяну Лаврентьевну Саблукову. Чтобы не ссориться, они приняли решение делать ей предложение вместе, с условием, что тот, кто будет отвергнут, примет монашество. Биографы XX века (Г. Стратанович, Е. Штейнберг, И. Д. Мурзаев), напротив, считали принятие монашества сознательным и добровольным актом, тесно связанным со служебной карьерой. Власти Казанской епархии пошли при этом на подлог: при возведении Иакинфа в сан иеродиакона в метрике был записан возраст в 30 лет, вместо действительных 23, поскольку лица моложе 25 лет не могли его иметь. Метрическая поправка действовала и в 1801 году, при определении Иакинфа настоятелем. По Н. С. Моллер, он не любил говорить о своём возрасте.
Современники Иакинфа, тесно общавшиеся с ним в 1820-х — 1850-х годах, единодушны в том, что его монашество не было добровольным. Так, Е. Ф. Тимковский, познакомившийся с ним в Китае, связывал постриг Иакинфа с влиянием архиепископа Амвросия и, между прочим, повторял слухи о том, что Бичурин был его незаконным сыном. Эти слухи активно циркулировали и в Пекинской духовной миссии.

### Сибирь

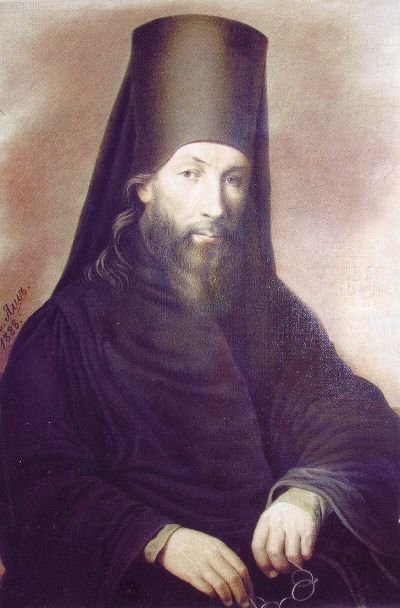
Иакинф в монашеском облачении. Портрет Н. Яш с литографии В. Теребенёва, 1888 год

16 мая 1802 года неожиданно для казанских духовных деятелей Иакинф был назначен настоятелем Вознесенского монастыря в Иркутске и ректором духовной семинарии. На эту должность претендовал архимандрит Лаврентий — ставленник иркутского епископа Вениамина, но митрополит Амвросий, покровитель Иакинфа, настоял на его кандидатуре. Исполняя постановление Синода, архиепископ Серапион возвёл Иакинфа в сан архимандрита, после чего в июле последний отправился в Иркутск.
4 августа 1802 года Иакинф прибыл к месту своего назначения и на следующий день принял в своё управление монастырь со всем имуществом; с 9 августа он стал участвовать в заседаниях Иркутской духовной консистории, сделавшись её непременным членом. В Иркутске Иакинф не чуждался светского общества, был вхож в дома местного образованного купечества, в частности семейства Полевых. Такие знакомства прежде всего были необходимы для привлечения денег в монастырь и семинарию. Дела в семинарии шли неважно, особенно в плане дисциплины — новый ректор, по примеру о. Амвросия, учредил богословский класс и ввёл преподавание светских дисциплин: истории, географии и новоевропейских языков. Из богословских дисциплин стали преподаваться апологетическое и догматическое богословие, экклезиология, экзегетика.
Смелые меры по реформированию учебного процесса, совершенствование дисциплины привели к конфликту Иакинфа с семинаристами и братии вверенного ему Вознесенского монастыря, вылившегося в разоблачении его в тайном светском образе жизни молодого настоятеля. За архимандритом был установлен негласный надзор, в результате выяснилось, что он под видом келейника-послушника Адриана Иванова держит молодую женщину, привезённую из Казани. 11 февраля 1803 года это привело к конфликту настоятеля и семинаристов, причём пришлось вызывать караульную команду. Иркутский губернатор донёс о том императору и в Синод. Расследование началось 24 марта 1803 года и длилось около трёх лет, были допрошены десятки людей. Полиция установила, что с Иакинфом под видом келейника сожительствовала бывшая дворовая девка отставного прапорщика Харламова — 23-летняя Наталья Петрова, отпущенная на волю в 1799 году. На следствии Иакинф и Наталья отрицали знакомство друг с другом, но потом архимандрит сумел отправить её в Казань, несмотря на подписку о невыезде.
Иркутская консистория отрешила Иакинфа от священнослужения и отстранила от должности настоятеля и ректора семинарии. Указом Синода от 29 января 1806 года эти меры были подтверждены, а «впавшего в соблазн» архимандрита было велено отправить в Тобольск учителем в семинарию под надзор архиепископа Антония, о поведении Иакинфа велено было доносить в Синод ежегодно. Вместе с тем девятерых семинаристов, виновных «в буйстве», приговорили к телесным наказаниям и сдаче в солдаты.
В марте 1806 года Иакинф отбыл в Тобольск, где настоятель Знаменского монастыря архимандрит Михаил (Бурдуков) был одновременно и ректором семинарии. В монастыре имелась огромная библиотека, включавшая большое количество светской литературы. Архимандрит Михаил не был суровым настоятелем и сразу позволил ссыльному монаху пользоваться библиотекой, с июня 1806 года определил его учителем риторики в семинарию. Начальство неизменно писало положительные рапорты в Синод, отмечая, что в «непристойных званию его и предосудительных для монашества поступках» Иакинф не замечен.

### Китай

#### Назначение в Китай
По-видимому, ещё находясь под следствием в Иркутске, Иакинф познакомился с главой посольства в Китай графом Ю. А. Головкиным и заинтересовался делами этой страны. Одновременно с посольством отправлялась в Пекин и Русская духовная миссия, делами которой занимался митрополит Амвросий — давний покровитель архимандрита. В докладной записке, адресованной Синоду, митрополит заявлял, что в составе миссии должны быть образованные люди, предлагал увеличить расходы на содержание миссии: 6500 рублей серебром в год, при этом увеличивался срок пребывания в Пекине — 10 лет вместо 7 по Положению 1768 года. Предложения Амвросия были приняты Синодом ещё 12 мая 1805 года, однако более двух лет не удавалось найти подходящего начальника. Первоначально начальником Девятой Пекинской миссии был назначен учитель школы Тихвинского монастыря иеромонах Аполлос, возведённый в сан архимандрита. После знакомства с Аполлосом граф Головкин отклонил его кандидатуру и ходатайствовал перед Синодом о замене его на Иакинфа. Последний характеризовался им как «человек не монашеских наклонностей, чрезвычайно живого характера, человек общественный, любознательный…». Нелестные отзывы обер-прокурора А. Н. Голицына привели к отказу императора утвердить это назначение, но глава посольства в Китай проявил упорство. 11 февраля 1807 года с Иакинфа было снято запрещение на священнодействие, а 5 марта император Александр I утвердил смену главы духовной миссии. Одним из аргументов стало «основательное знакомство Иакинфа с китайским языком». Где и когда архимандрит успел познакомиться с этим языком, остаётся неясным.
8 мая 1807 года указ Синода о назначении Иакинфа достиг Тобольска, и уже 11 мая Иакинф выехал в Иркутск, о чём уведомлял столичное начальство. 5 июля Аполлос уступил свой пост Иакинфу, а сам занял место настоятеля Вознесенского монастыря и ректора Иркутской семинарии. В Иркутске Иакинф получил инструкции Синода и Коллегии иностранных дел, которые регламентировали жизнь и работу членов миссии. Содержание инструкций свидетельствует, что главной задачей миссии становилось неофициальное дипломатическое представительство России в Китае. Иакинф должен был вести и разведывательную деятельность, собирая сведения политического, торгово-экономического и военного характера. Кроме того, архимандрит должен был вступить в контакт с католическими миссионерами и представить подробную информацию о деятельности в Китае иезуитского ордена.
Одновременно Иакинф получил доступ к средствам миссии на 6 лет вперёд (6500 рублей на каждый год). Деньги были выданы в серебряных слитках 94-й пробы из расчёта пуд серебра = 1000 руб. По указанию Синода все члены миссии получили сверх того субсидию: архимандрит — 750 рублей, монахи и студенты — по 200 рублей, причетники — по 150 рублей.
Отправление миссии задерживалось из-за того, что китайская сторона тянула с разрешением на въезд в страну посольства Головкина. Иркутский губернатор Н. И. Трескин уведомил пограничных правителей Цинской империи о въезде миссии 28 июня 1807 года, а 18 июля Иакинф покинул Иркутск. Из Кяхты миссионеры выехали 17 сентября. До Пекина их сопровождали пристав капитан Семён Первушин, секретарь Михаил Попов, переводчик Яков Братюков, казачий сотник Щукин, который был и рисовальщиком. Иакинф с первых дней пребывания на территории Монголии стал вести дневник, охватывающий события с сентября 1807-го по январь 1808 года. Опубликован он не был, и только небольшая часть записей вошла в состав «Записок о Монголии», напечатанных 20 лет спустя. Оригинал дневника утрачен.
Путь в Пекин составлял, по расчётам Иакинфа, 2605 китайских ли, что равнялось 1375 русским вёрстам. В Пекин миссия прибыла 10 января 1808 года.

#### Миссия в Пекине

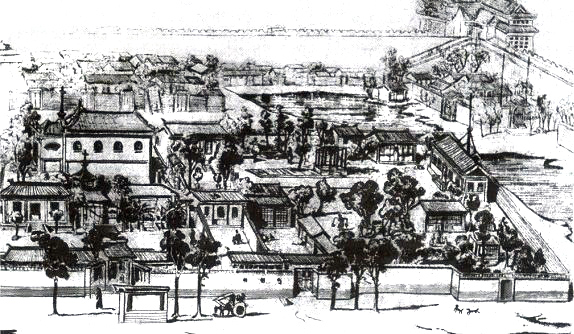
Северное подворье Духовной миссии в Пекине. Рисунок К. А. Скачкова, 1850 год

Первые месяцы, проведённые в Пекине, Иакинф был занят приёмом дел у архимандрита Софрония, совместная работа двух миссий продолжалась 4 месяца. Вместо положенных семи лет из-за политических перипетий в России Восьмая миссия провела в Пекине 13 лет, причём из одиннадцати её членов в живых осталось пятеро. Главе Девятой миссии досталось тяжёлое наследие: к 1810 году православных албазинцев, ради которых официально существовала миссия, оставалось 35 человек мужского пола, которые не знали русского языка и практически не были укоренены в церковной жизни. Хозяйство миссии находилось в запущенном состоянии, Сретенский монастырь нуждался в ремонте, на который Синод отпустил только 500 рублей, что было совершенно недостаточно в связи с пекинской дороговизной. Все рапорты Иакинфа Синоду за 1808 год наполнены серьёзной озабоченностью финансовым положением миссии.
В первые годы работы в Пекине Иакинф серьёзно относился к своим миссионерским обязанностям. По сведениям, приводимым Николаем (Адоратским), архимандрит составил на китайском языке краткий катехизис и даже издал его в Пекине, в воскресные и праздничные дни неукоснительно проводились церковные службы. Из рапортов Иакинфа в Синод также следует, что в 1808—1809 годах он занимался переводом на китайский язык «изложения греко-российского православного учения» (кит. 天神会课, Тяньшэнь хуэйкэ), краткой священной истории и некоторых фрагментов литургии, поскольку считал, что необходимо вести богослужение на китайском языке.
Развернуть нормальную миссионерскую работу так и не удалось: практически все авторы, писавшие об Иакинфе, подчёркивали, что члены Девятой миссии, кроме архимандрита, не были пригодны для научной и миссионерской деятельности. Поведение членов миссии вызывало протесты Лифаньюаня, китайская сторона направила жалобу иркутскому губернатору, который переправил её в Петербург. Иакинф, отличаясь взрывным и суровым характером, сильно испортил отношения со своими подчинёнными. Об обстановке в миссии свидетельствует тот факт, что в 1810 году иеромонах Нектарий сошёл с ума, пришлось отдельно ходатайствовать о его отправке в Россию. Из-за алкоголизма Синод собирался отозвать студентов миссии — Лавровского и Громова, однако они скончались в Пекине (Громов покончил с собой, но архимандрит в нарушение всех правил похоронил его по-христиански). Причётник Константин Пальмовский торговал ризничными вещами, а орарь подарил женщине из публичного дома, и та носила его вместо пояса. Иакинф был вынужден выкупить орарь и сжечь.
Помимо шаткой дисциплины и мирских соблазнов, миссия страдала от безденежья. Выданные средства закончились, а с 1812 года о существовании миссии в Петербурге позабыли и вспомнили только после Венского конгресса. Иакинф в этих условиях стал распродавать церковное имущество и брать в долг под залог недвижимости. Вместо изношенных монашеских одеяний члены миссии оделись в китайские костюмы. Из-за ветхости церковных строений стало невозможно вести службу в Успенской и Сретенской церквах, разрушилась колокольня. Иакинф после отъезда иеромонаха Нектария перестал сам справлять церковные службы, которые проводили иеромонахи Аркадий и Серафим, причём исповедовался, но к причастию не ходил ни разу до самого отъезда в Россию. Объяснялось это и тем, что Иакинф глубоко проникся китайской культурой и охладел к своим прямым служебным обязанностям.

#### Научная работа в Пекине

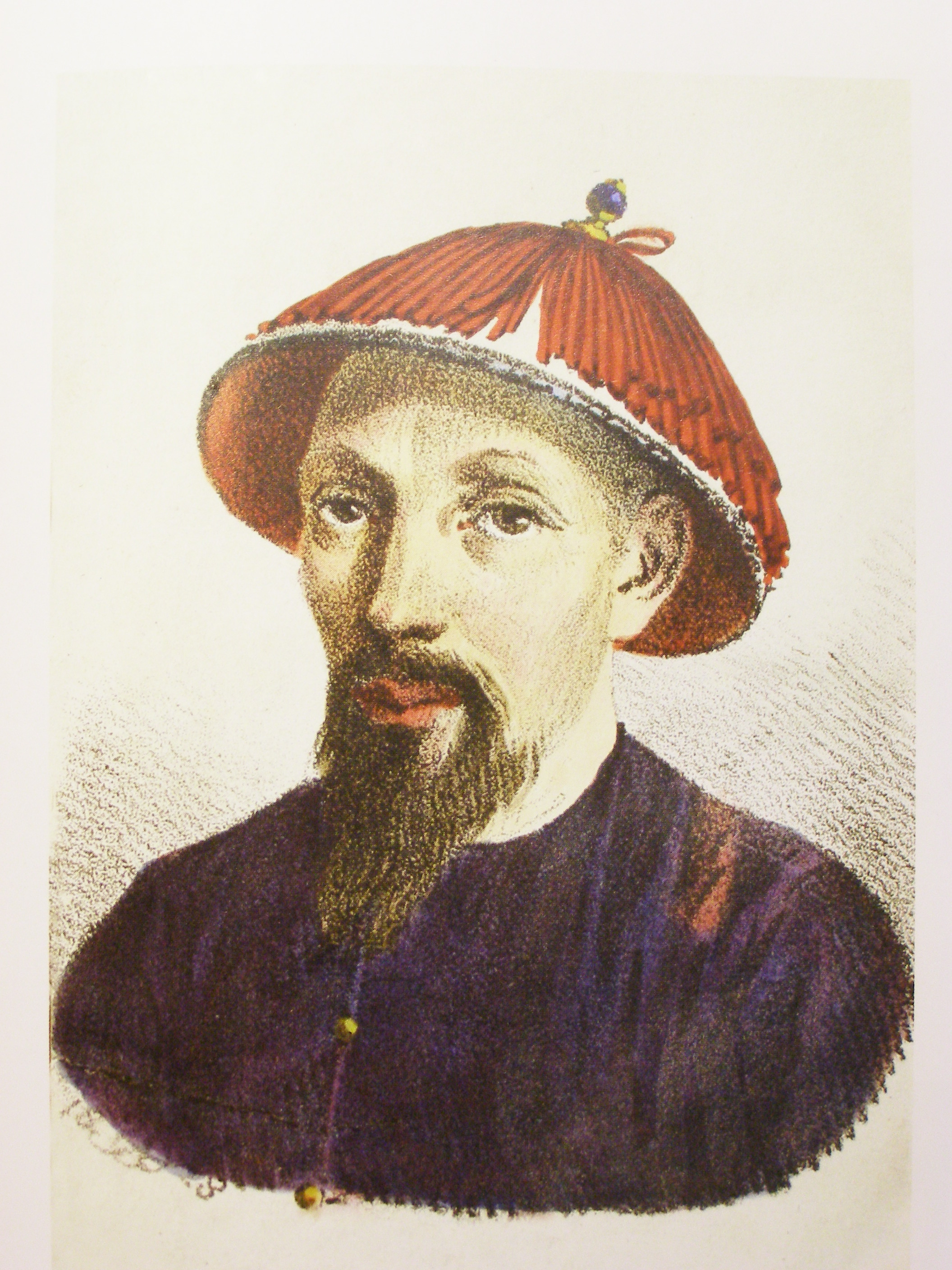
Иакинф в китайском одеянии. Литография А. Орловского, 1828 год

Иакинф был первым русским учёным, который систематически стал изучать историю народов Центральной Азии и Дальнего Востока на основе восточных источников. Занятия китайским языком он начал уже на следующий день после прибытия в Пекин и тут же обнаружил, что в русской миссии отсутствуют словари и пособия, а её члены ограничивались изучением монгольского и маньчжурского языков: миссионеры архимандрита Софрония считали китайский язык слишком сложным и почти невозможным для изучения. Иакинфу пришлось начать с алтайских языков, и лишь позднее, разобравшись в функционировании разговорного и письменного китайского языка, он сосредоточился только на китайском языке с его диалектами. 14 августа 1810 года Бичурин писал директору кяхтинской таможни П. Д. Вонифатьеву:

Не хваля себя, могу сказать, что живу здесь единственно для отечества, и не для себя. Иначе в два года не мог бы и выучиться так говорить по-китайски, как ныне говорю.
Вопрос о владении Иакинфом другими восточными языками вызывает споры. Так, епископ Николай (Адоратский) утверждал, что Иакинф не владел монгольским языком, но в собственном донесении Синоду от 1810 года последний утверждал, что занимается помимо китайского и маньчжурского ещё и тибетским, монгольским и корейским языками. Т. А. Пан в 1998 году в рукописном отделе Института востоковедения РАН обнаружила служебное письмо Иакинфа на маньчжурском языке господину Бо — управляющему Русским подворьем Лифаньюаня, датированное 21 августа 1811 года. Это доказывает, что во время пребывания в Китае Иакинф в какой-то степени владел и маньчжурским.
На третьем году пребывания в Пекине Иакинф раздобыл у католических миссионеров латинско-китайский словарь Базиля де Глемона в качестве учебного пособия, но убедился, что словарь предназначен только для уже владеющих языком. В результате Иакинф разработал собственный метод, заключавшийся в том, что архимандрит ходил по улицам Пекина и, если видел неизвестный ему предмет, просил его владельца назвать его и написать иероглифами это название. Далее учитель-китаец проверял правильность написания и произношения. Иакинф со временем познакомился со множеством китайцев различных социальных слоёв, особенно с чиновниками из правительственных и дипломатических служб и с крестьянами загородных деревень, куда выезжал на летний отдых и лечение минеральными водами. Уже в 1810 году Иакинф доносил Синоду, что пытается составить китайско-маньчжурско-русский словарь, который одновременно будет и универсальной энциклопедией китайской культуры, растительного и животного мира, ремёсел и т. д. В том же донесении сообщалось, что Иакинф завёл в собственном доме зверинец и ботанический сад, а также начал составление китайской библиотеки. Словарь был в результате создан, его видел в 1820 году Е. Ф. Тимковский, сопровождавший отъезд Девятой миссии в Россию. По данным епископа Николая (Адоратского), рукопись словаря Иакинфа попала в руки архимандрита Даниила — первого профессора китайского языка Казанского университета, а далее владельцем словаря стал Михаил Шевелёв — дальневосточный купец, меценат и знаток Китая. С 1939 года рукопись хранится в библиотеке московского Музея Востока, в 2005 году она экспонировалась на Пекинской книжной ярмарке.
Только на пятом году пребывания в Пекине Иакинф решился приступить к переводам китайских исторических трудов, но даже и тогда, по собственному признанию, ещё не был в состоянии понимать отвлечённые понятия. Предварительно он ознакомился с обширным собранием европейской китаеведческой литературы, имевшейся в библиотеке португальской католической миссии (он был дружен с её настоятелем). В результате он пришёл к выводу, что научный уровень этих трудов низок, и в дальнейшем принципиально придерживался только китайской источниковой базы. Первый его серьёзный труд — перевод «Четверокнижия», причём в процессе перевода пришёл к выводу, что умеющий читать этот свод сможет понимать любой другой китайский текст. Помимо этого, он сделал черновые переводы китайского географического сочинения «Всеобщее описание великой Цин» и «Всеобщего зерцала, помогающего управлению» — исторического труда Чжу Си. Рукопись последнего включала 16 томов, 45 тетрадей, 8384 страницы и дополнительный 17-й том в 690 страниц, содержащий дополнения до династии Мин. Эти переводы составили важнейший фундамент собственных трудов Иакинфа о Китае. Он собирал материалы и другого характера, например, с 1817 года готовил описание Пекина, для составления карты которого исходил все улицы и переулки, перемерив их шагами. Интересовало его и законодательство, причём не только собственно китайское, но и монгольское.
Обширная научная программа побудила Иакинфа в 1816 году ходатайствовать перед Синодом об оставлении его в Пекине ещё на 10 лет. Аналогичное прошение он отправил иркутскому губернатору. Эти планы не были поддержаны ни членами миссии, ни начальством в Петербурге. Однако состав новой — Десятой — миссии начали формировать только в 1818 году, а Иакинф оставался в столице Китая до мая 1821 года.
Как очевидец, Иакинф наблюдал пекинское восстание секты «Учение небесного разума» (октябрь 1813 года) и описал его в статье, вышедшей в Петербурге в 1819 году, когда автор ещё находился в Китае. Это была первая публикация Иакинфа. В 1816 году Иакинф попытался встретиться с британским послом лордом Амхерстом в Тунчжоу, тогда — в 20 верстах от Пекина. По сообщению Е. Ф. Тимковского, Иакинф с иеромонахом Серафимом и студентом Сипаковым, одетыми по-китайски, попытался проникнуть в расположение британцев, но Амхерст велел не принимать ни их, ни каких-либо сообщений.

#### Возвращение в Россию
Синодальное начальство мало интересовалось достижениями начальника миссии в области востоковедения, но было обеспокоено пренебрежением церковно-миссионерской службой. Иркутский губернатор ещё в 1814 году предлагал отозвать Иакинфа до срока, а в 1816 году предписал начальнику кяхтинской таможни П. Ф. Голяховскому узнавать у китайских чиновников подробности деятельности членов миссии и её архимандрита. В донесении от 17 мая 1817 года сообщалось, что китайцы представляли деятельность Иакинфа в невыгодном свете. Губернское начальство переслало отчёт генерал-губернатору Сибири — тогда им был М. М. Сперанский, после чего донесения отправились в Петербург. Было решено назначить в начальники Десятой миссии светского человека, перешедшего в духовное звание. Выбор пал на Павла Ивановича Каменского, прожившего в Китае 15 лет.
Десятая миссия выехала из Кяхты 31 августа и прибыла в Пекин 1 декабря 1820 года. Иакинф устроил новоприбывшим торжественную встречу. Совместная работа обеих миссий продолжалась 5 месяцев. Архимандрит Пётр был поражён запущенностью церковных зданий и монастырского хозяйства, а также прекращением миссионерской деятельности. Напротив, весьма велики были научные результаты. Иакинф увозил из Пекина библиотеку, которая была навьючена на 15 верблюдов и весила около 400 пудов (6,5 т). Одна её транспортировка до российской границы обошлась в 750 рублей.
Члены Девятой миссии во главе с Иакинфом покинули Пекин 15 мая 1821 года. Летний переход через пустыню Гоби оказался очень тяжёлым и длился с 14 июня по 10 июля. 1 августа 1821 года, проведя в пути 76 дней, миссия вернулась в Кяхту. Пребывание там затянулось почти на месяц, поскольку петербургское начальство не позволяло двигаться дальше. Плохо было с деньгами: Иакинф занял у директора кяхтинской таможни 2000 рублей, и ещё из Иркутска было дополнительно прислано 1500 рублей. Всю осень миссионеры провели в Иркутске, там Иакинф не слишком стремился общаться с представителями власти. В основном он занимался научной работой и договаривался с купцами о доставке книг и рукописей в Петербург. Документальных свидетельств пути из Иркутска в Петербург не сохранилось. Некоторые авторы (П. Г. Григорьев) утверждали, что Иакинф посетил не только Казань, но и родное село, где прожил несколько дней. 17 января 1822 года миссионеры прибыли в Петербург и были размещены в кельях Александро-Невской лавры.

### Суд и ссылка
Ко времени возвращения Иакинфа в Петербург его давний покровитель митрополит Амвросий уже скончался, а новый первоприсутствующий в Синоде — ставленник Аракчеева митрополит Серафим (Глаголевский) — в феврале 1822 года начал судебное дело о «злоупотреблении и развратном поведении» архимандрита и членов Девятой духовной миссии. Дело открыли на основании донесений сибирского генерал-губернатора И. Б. Пестеля, иркутского губернатора Н. И. Трескина и архимандрита Десятой миссии Петра (Каменского). По указанию императора дело было передано на рассмотрение Петербургской духовной консистории, которая, рассмотрев обвинения по десяти пунктам, приговорила выслать Иакинфа на год в Троице-Сергиеву пустынь «для употребления в одне только пристойные его сану занятия» под надзор для «безотказного исполнения всех уставов монастырской жизни». Синод 19 февраля 1823 года приговор отменил как слишком мягкий и «непоучительный». Иакинф был приговорён к вечной ссылке в Соловецкий монастырь с лишением архимандричьего и священнического сана, но без исключения из духовного звания. Пострадали и другие члены миссии — иеромонах Серафим был сослан на 4 года в Валаамский монастырь, а иеромонах Аркадий — на год во Введенский Островский монастырь. Студенты миссии Зимайлов и Сипаков не пострадали, ибо были зачислены в Азиатский департамент переводчиками с китайского и маньчжурского языков.
23 августа 1823 года указ Синода был с поправками утверждён Александром I: вместо Соловков Иакинфа отправляли на Валаам. 24 августа бывший архимандрит был ознакомлен с указом, у него взяли расписку, что он более не будет называться иеромонахом и архимандритом и не будет вступать в священнослужение и благословлять. Под надзором сторожа консистории он был в тот же день отправлен из Петербурга в ссылку.
Пока шло следствие, Иакинф, даже находясь под домашним арестом, мог продолжать научную работу и опубликовал в журнале «Сибирский вестник» несколько своих статей о Китае, вышедших без указания имени автора. В этот же период он познакомился с П. Л. Шиллингом, который стал другом и покровителем Иакинфа, а также княгиней Зинаидой Волконской. Большая часть библиотеки и архива была передана М. Д. Сипакову на сохранение.
Первый год жизни в ссылке оказался для Иакинфа тяжёлым ещё и в материальном плане, несмотря на то, что он продал накануне отъезда свою рукопись «История Тибета и Тангута» за 1000 рублей графу Кушелёву. Монастырские власти установили над жизнью монаха строгий надзор, но он старался избегать острых конфликтов, поэтому в ведомостях братии Валаамского монастыря за 1823—1825 годы в графе «Поведение» значится неизменно «изрядного» или «добропорядочного». 21 октября 1824 года синодальное начальство решило выплатить Иакинфу 4100 рублей — вознаграждение за миссионерскую службу. Игумену монастыря Иоанафану предписывалось выдать ссыльному 100 рублей, а прочие деньги положить в банк с выплатой процентов «на разные его мелочные надобности, а наипаче на покупку книг». Несмотря на жёсткие требования Синода, архимандрит Иоанафан оказался гуманным человеком, в результате Иакинф мог позволить себе вообще не исполнять правил монастырского устава; Е. Ф. Тимковский свидетельствовал, что бывший глава духовной миссии даже не ходил на церковные службы и самому игумену говорил, что «более семи лет не имел на себе этого греха».
Практически в первые дни ссылки (23 января 1824 года) Иакинф отправил в столицу письмо для передачи некоему «высокопоставленному лицу, которое могло бы благоприятно повлиять на его судьбу». Вероятной реакцией на этот призыв стал интерес к его персоне со стороны членов «Румянцевского кружка». Граф Н. П. Румянцев, будучи министром коммерции (в 1802—1811 годах), а затем управляющим Министерством иностранных дел (с 30 августа 1807 года) и, наконец, министром иностранных дел (в звании канцлера), имел прямое отношение к отправке Иакинфа в Пекин. После выхода в отставку в 1814 году он создал кружок, в который входили выдающиеся учёные — востоковед академик Х. Д. Френ, историк академик Ф. И. Круг, профессор востоковед О. И. Сенковский, тибетолог и монголовед Я. И. Шмидт, первый русский индолог Г. С. Лебедев и многие другие. Членом кружка был и начальник учебного отделения восточных языков при Азиатском департаменте Ф. П. Аделунг, и Е. Ф. Тимковский, сопровождавший Иакинфа на пути из Пекина.
Встреча с Иакинфом была организована через А. М. Шёгрена, поскольку маршруты его лингвистических экспедиций проходили близ Валаамского монастыря. Н. П. Румянцев распорядился разузнать у ссыльного китаеведа о судьбе его рукописей и возможности приобрести их для Румянцевской библиотеки. Ещё до встречи Шёгрен направил в монастырь письмо, на которое Иакинф ответил кратким отчётом о проделанной им в Китае работе:

Милостивый государь мой Андрей Михайлович!
Много благодарю Вас за письмо из Сердоболя. <…> Вот мои переводы:
1. Летопись Китайской империи, называемая Цзы-чжи тхун-цзянь ган-му, в 8 томах;
2. История династии Мин, в одной книге;
3. География Китайской империи, заключающая землеописание Китая, Кореи, Маньчжурии, Монголии, Цзюньгарии, Вост. Туркестана, Хухунора и Тибета. 2 тома с большою картою на российском языке;
4. История первых четырёх ханов из дома Чингис-ханова, в одной книге;
5. Сышу или Четырекнижие с пространным толкованием, в двух томах;
6. Описание Тибета и Тангута, в одной книге;
7. Описание Тибета в настоящем состоянии, в одной книге;
8. Описание монголов за два века до Р. Х., в одной книге;
9. Описание Цзюнгарии и Восточного Туркестана Малой Бухарии за 150 лет до Р. Х., в одной книге;
10. Описание сих же земель в настоящем состоянии, в одной книжке; Описание Пекина, с большим планом;
11. Описание монголов до Р. Х., в одной книжке;
12. Трактат о прививке оспы, в одной кн.;
13. Китайская судебная медицина, в одной кн.;
14. Система мироздания, в одной книжке;
15. Об укреплении Жёлтой реки, в одной книжке;
16. Монгольское уложение, в одной книжке;
17. Китайский словарь, переведённый на российский язык, в 6 томах.

Нужным считаю присовокупить, что большая часть сих переводов вчерне. По возвращении в Отечество я не имел ещё времени, ни способов к окончательному изготовлению оных не было. Впрочем, не теряю надежды, быть некогда полезным Отечеству через свои труды. <…> Остаюсь Вашим покорнейшим и усерднейшим слугою монах Иакинф. Ноября 10, 1824, Валаам. 
Вероятно, что это письмо Иакинфа послужило основой для заметки Ф. П. Аделунга и Я. И. Шмидта, напечатанной в 1825 году в петербургской газете «Journal de S.-Petersbourg» (на французском языке), где список рукописей излагался в том же порядке. Газета привлекла внимание российской и зарубежной общественности, в результате Шёгрен сумел получить свидание в монастыре с опальным китаеведом. Однако всё прекратилось после кончины графа Румянцева, последовавшей 3 января 1826 года.
В 1825 году журнал «Северный архив» опубликовал статью Иакинфа, посвящённую английскому посольству 1816 года в Китай, содержащую перевод 11 указов китайского правительства, изданных по этому поводу. Ценность Иакинфа как специалиста стала очевидной для министра иностранных дел графа К. В. Нессельроде, который и ходатайствовал перед новым императором Николаем I о причислении бывшего архимандрита к Азиатскому департаменту. Вероятно участие в этом деле также П. Л. Шиллинга и Е. Ф. Тимковского. Обер-прокурор Святейшего Синода П. С. Мещерский сообщал 20 октября 1826 года, что государь император повелел перевести Иакинфа в Александро-Невскую лавру, а 26 октября соответствующее распоряжение издала Петербургская духовная консистория. Ссылка Иакинфа продлилась три года и два месяца: с 25 августа 1823 по 1 ноября 1826 года.

### Деятельность в 1826—1829 годы

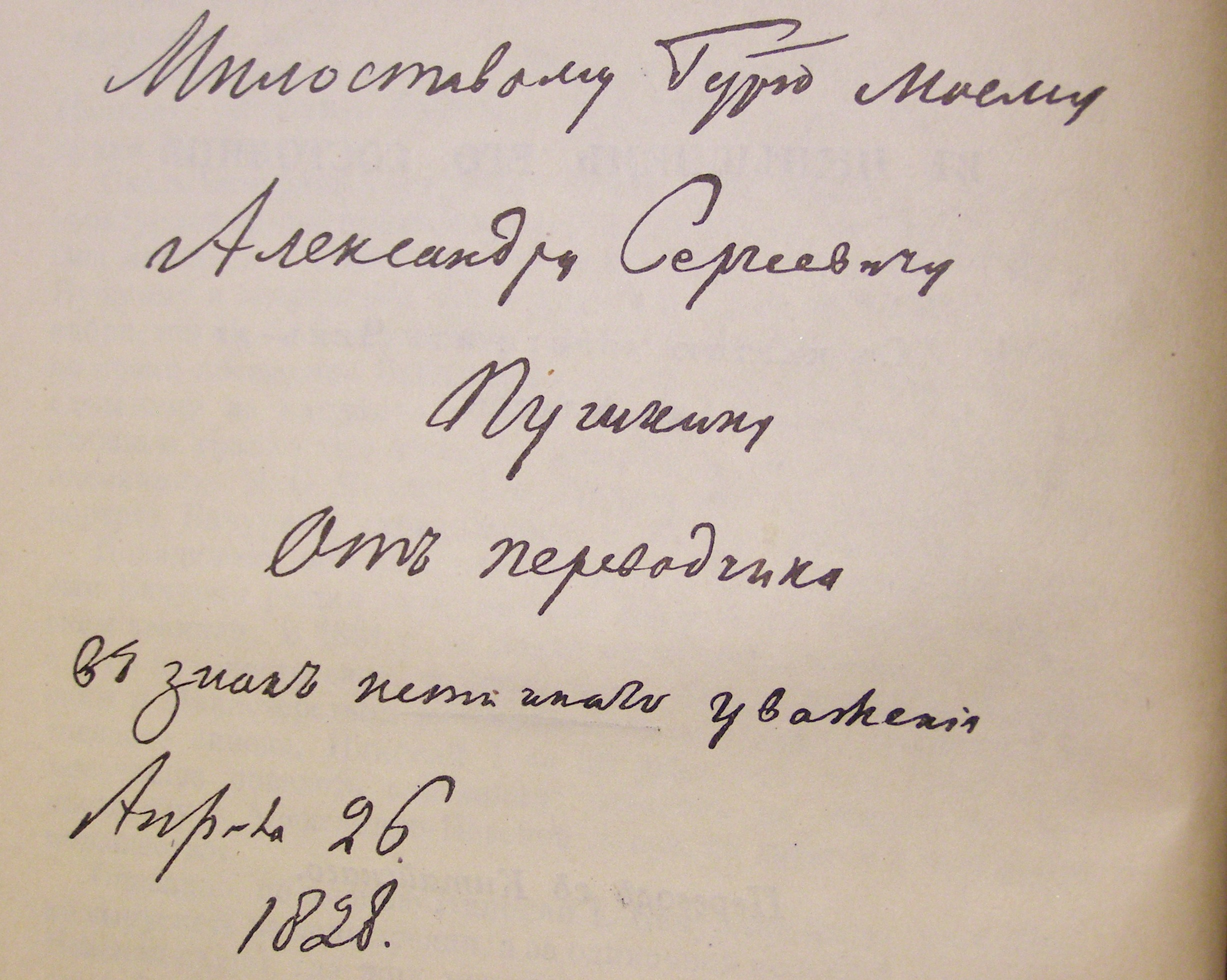
Дарственная надпись А. С. Пушкину на обороте титульного листа «Описания Тибета». 26 апреля 1828 года

После освобождения Иакинф остался монахом Александро-Невской лавры, однако содержание получал от Министерства иностранных дел, к Азиатскому департаменту которого был причислен. Императорским указом от 13 июня 1827 года Иакинфу было назначено жалованье в 1200 рублей в год и ещё 300 рублей на письменные принадлежности, необходимые для работы переводчика. В порядке поощрения Министерство иностранных дел иногда выдавало ему единовременные премии, размер которых был довольно велик: в 1829 году он получил 1500 рублей «наградных», а в 1838 году — 4000. Сам Бичурин, писал, что вопрос о снятии с него монашеского сана обсуждался ещё в 1826 году при назначении его на службу в Министерство иностранных дел по инициативе от его непосредственного начальника — министра иностранных дел К. В. Нессельроде, который принял активное участие в освобождении учёного-монаха (письмо Н. Я. Бичурина к К. В. Нессельроде, Кяхта 13 сентября 1830 г.).
Формально оставаясь монахом, Иакинф вёл светский образ жизни, будучи завсегдатаем салонов и кружков, формировавшихся вокруг Азиатского департамента, Академии наук, Публичной библиотеки, редакций журналов. Среди его знакомых были А. С. Пушкин, А. А. Краевский, В. Ф. Одоевский, И .А. Крылов, И. И. Панаев, А. В. Никитенко и многие другие литераторы. На службе он появлялся редко, работал, как правило, в своей келье в Лавре, на лето снимал дачу на Выборгской стороне, а в 1840-е годы выезжал в имение родственников в Мурино. По описаниям Н. С. Моллер, келья Иакинфа находилась близ собора и включала две комнаты. В первой, разгороженной пополам, располагались кухня (там жил нанимаемый лакей) и гостиная, во второй были оборудованы кабинет, спальня, там же хранилась китайская библиотека.
Наивысший подъём творческой активности Иакинфа приходится на 1827—1834 годы, в которые он опубликовал 10 монографических изданий, полностью выполнив исследовательскую программу, о которой писал в 1842 году так:

…Цель всех, досель изданных мною разных переводов и сочинений, в том состояла, чтобы предварительно сообщить некоторые сведения о тех странах, через которые лежат пути, ведущие во внутренность Китая. Порядок требовал прежде осмотреть Тибет, Тюркистан и Монголию, то есть те страны, которые издавна находятся в тесных связях с Китаем и через которые самый Китай имеет связи с Индией, Средней Азией и Россией. Надлежало прежде обозреть географическое положение и политическое состояние помянутых стран, и отсюда вывести политические виды Китая на оные.— Бичурин Н. Я. Статистическое описание Китайской империи. — Изд. 2-е. — М.: Восточный Дом, 2002. — С. 31.
Первой публикацией, выпущенной в свет Иакинфом после освобождения, были «Ответы на вопросы, которые г. Вирст предложил г. Крузенштерну относительно Китая», напечатанные в «Северном архиве» в 1827 году и тогда же вышедшие отдельной брошюрой. Перед отправлением первой русской кругосветной экспедиции её главе — И. Ф. Крузенштерну — был дан вопросник широкой тематики, включавший 27 пунктов относительно социального и экономического развития Китая. Иакинф, обладая энциклопедическими познаниями, дал краткую, но в то же время исчерпывающую и ясную характеристику закрытой для остального мира страны.

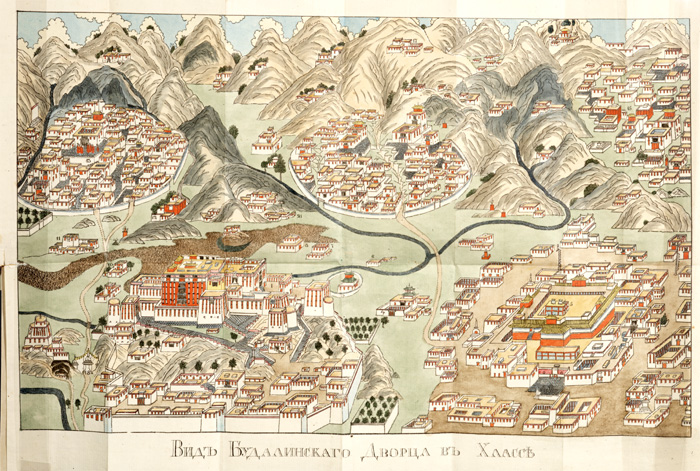
План Лхасы, напечатанный в «Описании Тибета». 1828 год

В 1828 году Иакинф выпустил в свет несколько монографий, подготовленных ещё в Пекине и обрабатываемых для публикации во время ссылки на Валааме. Первой было «Описание Тибета в нынешнем его состоянии», в основе которого был перевод китайского сочинения Вэйцзан туши (кит. 衛藏圖識) — издания записок чиновников, выезжавших в Тибет по служебным делам в 1786 году. Эти краткие записки Иакинф перекомпоновал и добавил некоторые сведения, полученные либо от тибетцев, приезжавших в Пекин, либо из новейших китайских источников. «Описание Тибета» вышло с посвящением княгине З. Волконской — она способствовала публикации. Поскольку цензурное разрешение было получено 29 апреля 1826 года, когда автор ещё находился на Валааме, исследователи предполагают, что рукопись была передана с оказией в Петербург, а княгиня выдала необходимые средства.
Первая книга Иакинфа сразу вызвала интерес образованной российской публики, поскольку рецензии на неё опубликовали все ведущие журналы: «Московский вестник», «Сын Отечества», «Московский телеграф». Хвалебный отзыв книге дал в газете «Северная пчела» О. Сенковский, который объявил, что данный труд приносит честь русской литературе, но принадлежит также и «общей европейской словесности». За границей первым откликнулся известный в то время востоковед-универсал Ю. Клапрот, с которым Иакинф познакомился ещё в Иркутске в 1807 году. Клапрот осуществил в 1829 году перевод «Описания Тибета» на французский язык.
В том же 1828 году вышли в двух томах «Записки о Монголии» с приложением карты и альбома этнографических рисунков в цвете. Подготовкой своих дневников к печати, с выверкой их по китайским источникам, Иакинф занимался на Валааме, что отмечалось А. М. Шёгреном. Рукопись была представлена министру иностранных дел К. В. Нессельроде и получила высокую оценку; он ходатайствовал перед правительством об издании книги за казённый счёт. 10 марта 1828 года Иакинфу была выделена субсидия в 900 рублей «без всякого вычета», а в октябре двухтомник увидел свет в типографии Карла Крайя. В этой книге Иакинф впервые высказался по вопросу происхождения монголов как народа и, полемизируя с Клапротом, заявил, что происхождение этноса не следует отождествлять с происхождением этнонима. Согласно его мнению, монголы являются автохтонным населением одноимённой страны как минимум с XXV века до н. э., но на протяжении истории меняли название. Таким образом, сюнну, сяньби, татани, кидани, уйгуры и прочие — один и тот же народ. Этой теории Иакинф последовательно придерживался всю свою жизнь и аргументировал её практически во всех своих этнографических и исторических работах.
Активным пропагандистом «Записок о Монголии» стал Азиатский департамент. Его глава К. К. Родофиникин предоставил 26 экземпляров данного сочинения Министерству народного просвещения по льготной цене 10 рублей вместо розничной 15. По распоряжению главы министерства — К. А. Ливена — попечителям учебных округов было рекомендовано приобретать данное издание для библиотек учебных заведений. Просвещённая общественность тоже обратила внимание на книгу, в частности, сотрудник альманаха «Северные цветы» О. М. Сомов опубликовал весьма положительную рецензию.
17 декабря 1828 года Иакинф был избран членом-корреспондентом Академии наук по разряду литературы и древностей Востока. Одновременно с ним были избраны П. Л. Шиллинг и О. И. Сенковский. Уже в январе 1829 года директор Публичной библиотеки А. Н. Оленин ходатайствовал перед министром народного просвещения о включении Иакинфа в число почётных библиотекарей с целью разбора книг на китайском и маньчжурском языках с жалованьем в 600 или 700 рублей в год.
В течение 1829 года Иакинф опубликовал четыре крупных сочинения. «Описание Чжуньгарии и Восточного Туркестана» было дозволено цензурой ещё 20 апреля 1828 года, но было выпущено Академией наук год спустя. Современников в этом сочинении привлекли китайские сведения о России. Министерство народного просвещения рекомендовало эту книгу для распространения в гимназических и университетских библиотеках по льготной цене — 5 рублей за экземпляр. Казанский учебный округ приобрёл 10 экземпляров труда Иакинфа, в том числе для Чебоксарского и Цивильского уездных училищ.

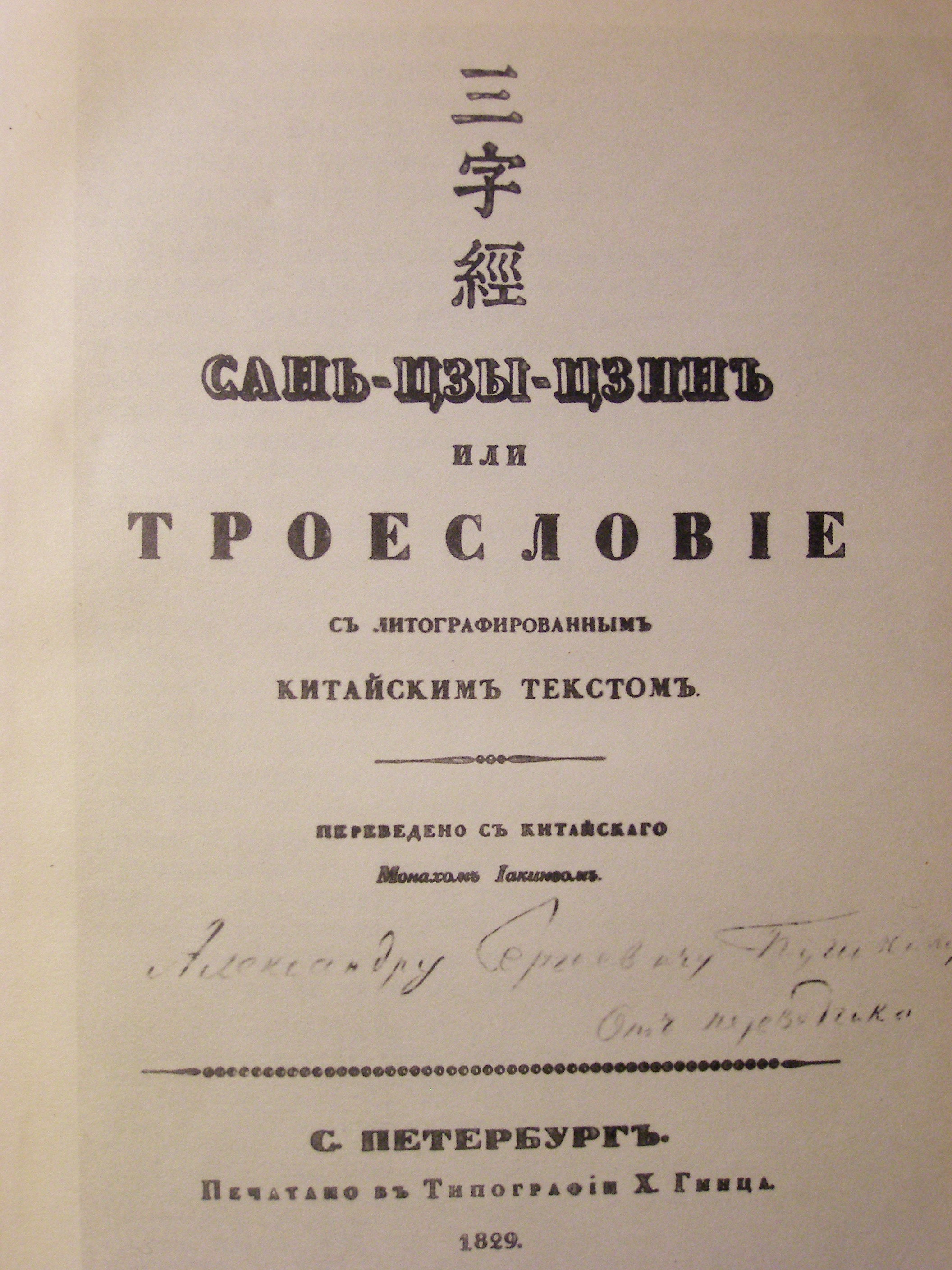
Титульный лист «Троесловия» с дарственной надписью А. С. Пушкину

Одновременно было опубликовано «Описание Пекина», составленное на основе китайского путеводителя 1788 года и личных наблюдений Иакинфа. К книге прилагалась подробная карта, на составление которой архимандрит потратил в своё время год. В продолжение своей исследовательской программы Иакинф выпустил также «Историю первых четырёх ханов из рода Чингисова», составленную на основе переводов из «Юань ши» и «Тун цзянь ган му». Министерство народного просвещения вновь рекомендовало эти книги для распространения по цене 23 рубля 50 копеек за оба сочинения.
Наконец, в 1829 году Иакинф выпустил литографированное издание Сань цзы цзина (кит. 三字經) — «Канона трёх иероглифов» — учебной книги, составленной учёным эпохи Сун Ван Инлинем (кит. 王應麟, 1223—1296). В образовательной системе старого Китая данный текст использовался как первоначальное пособие по этико-политическому учению Конфуция. Иакинф дал сокращённый художественный перевод этого текста под названием «Троесловие». Издание было замечено рецензентами «Московского телеграфа», «Северной пчелы» и журнала «Атеней», а также «Литературной газеты». Сразу после выхода в свет книги Иакинф подарил экземпляр её А. С. Пушкину.
К 1829 году относится знакомство Иакинфа с Ю. И. Венелиным, на книгу которого «Древние и нынешние болгаре» он написал рецензию, опубликованную в «Литературной газете». В отзыве синолог призывал разрабатывать этническую историю разных народов на единой методологической основе. Здесь же убедительно показана несостоятельность установления этнического родства только на основе случайного совпадения отдельных слов и названий. При посредстве П. Л. Шиллинга в апреле — мае 1829 года произошло знакомство Иакинфа с А. Гумбольдтом. Гумбольдт рекомендовал труды Иакинфа французскому синологу С. Жюльену.
7 марта 1831 года Иакинф благодаря переводам основных его книг и статей на французский язык был избран почётным иностранным членом Парижского Азиатского общества.

### Путешествия в Забайкалье

#### Экспедиция 1830—1832 годов
В 1830 году П. Л. Шиллинг возглавил экспедицию Министерства иностранных дел для обследования положения населения и состояния торговли у русско-китайской границы. Кроме того, предполагалось исследовать положение ламаистского духовенства в Восточной Сибири и разработать устав по взаимодействию с ним ради использования в политических целях — сношения с «зарубежными центрами буддизма». Иакинф был включён в состав экспедиции в качестве научного эксперта. Предполагалось даже участие А. С. Пушкина, но он не получил разрешения императора; за делопроизводство в команде отвечал приятель поэта — литератор В. Д. Соломирский. Поездка синолога в Сибирь тоже долгое время была под вопросом из-за противодействия синодального начальства, только 19 февраля 1830 года Иакинф покинул Петербург. Из его служебной записки в Азиатский департамент следовало, что программа занятий была крайне многообразной. В числе прочего упоминались практическое общение с китайцами в Кяхте для составления грамматики китайского языка, переписка по ключам китайско-русского словаря, получение новейшей литературы для описания Китайской империи, проверка состояния русско-китайской границы по картам русским и китайским и т. д. Результаты путевых наблюдений фиксировались синологом в дневнике, а наиболее интересные, с его точки зрения, материалы посылались в «Литературную газету» и «Московский телеграф» для оперативной публикации.
В Иркутске Иакинф возобновил знакомство со знатоком монгольского языка А. В. Игумновым, у которого барон Шиллинг купил всё его богатое собрание монгольских книг и рукописей. Там же синолог встретился с двумя видными востоковедами — сотрудниками Казанского университета О. М. Ковалевским и А. В. Поповым. Ковалевский тогда добился прикомандирования к Одиннадцатой духовной миссии в Китай в качестве письмоводителя и смог посетить Пекин, прожив там около 8 месяцев. Консультировал его в китайских реалиях Иакинф. После отъезда Ковалевского (30 августа 1830 года) Шиллинг и Иакинф приступили к реализации собственной программы.
В Кяхте Иакинф провёл 18 месяцев, но о собственных научных занятиях в этот период писал крайне скупо. Больше информации содержится в донесениях в Азиатский департамент начальника экспедиции — П. Л. Шиллинга. По его сведениям, Иакинф окончательно закончил в Кяхте историю Тибета, перевёл китайско-монгольско-маньчжурский словарь Саньхэ бяньлянь (кит. 三合便覽), «расположенный по монгольскому алфавиту». Судьба рукописи трёхъязычного словаря неясна, по предположению Н. П. Шастиной, Иакинф составлял словарь с помощью Ринчина Ванчикова — бурятского участника экспедиции — как пособие для изучения монгольского языка. В 1849 году словарь был передан вместе с другими рукописями Казанской духовной академии, но ныне отсутствует в архивах Казани и Петербурга.
Рукопись «Истории Тибета и Хухунора с 2282 года до Р. Х. по 1227 год по Р. Х. с картою на разные периоды сей истории» была Шиллингом отправлена в Академию наук для опубликования. Одобренная Академией наук и подписанная к печати П. Н. Фуссом, опубликована она была академической типографией в 1833 году. Данная книга впервые вызвала противоречивые суждения. О. Сенковский в «Северной пчеле» раскритиковал и структуру книги, и стиль переводов. Критик пренебрежительно отнёсся к введению в оборот древнекитайских исторических источников и писал: «Довольно сказать, что это история азиатская. Содержание всякой такой истории можно пересказать наперёд, даже не читав». Помимо Сенковского, на выход книги откликнулся В. В. Григорьев, придерживавшийся противоположных взглядов и потому в основном критиковавший его тон и отношение.
Иакинф, находясь в Кяхте, совместно с купцом Н. Игумновым предложил создать школу китайского языка. Первоначально она была частным заведением, в котором Иакинф стал первым преподавателем, автором программы обучения и учебных пособий. Занятия начались, вероятно, в октябре или ноябре 1830 года. В первый год своего существования школа находилась целиком на попечении Иакинфа, который безвозмездно занимался с учащимися, несмотря на занятость полевыми исследованиями и болезни. Официальное открытие школы затягивалось, несмотря на большие успехи. Только 28 ноября 1832 года училище китайского языка открылось под патронатом Департамента внешней торговли Министерства финансов и находилось под началом кяхтинской таможни.

#### Попытка выхода из монашества
Во время пребывания в Забайкалье Иакинф предпринял попытку выйти из монашеского звания, пребывая в нём к тому времени более 30 лет. Советские исследователи этого вопроса полагали, что на столь радикальный шаг синолог решился под влиянием общения с декабристами, прежде всего Н. А. Бестужевым. Тем не менее в архивах удалось найти документы, свидетельствующие, что впервые инициатива снять с Иакинфа монашеское звание исходила от Министерства иностранных дел и лично К. В. Нессельроде. К вице-канцлеру Иакинф обратился письмом от 13 сентября 1830 года, в котором, в частности, говорилось:

…Четырёхлетний опыт доказал мне, что никакие усилия не могут превозмочь общепринятого образа мыслей, а потому я не столько заботясь о себе, сколь о святости иноческого сана, коего обеты в самом глубоком уединении столь трудно выполнять, решился просить Ваше Превосходительство о исходатайствовании мне перемены звания, тем более, что я, учёными трудами своими, смею надеяться, уже доказал, что я ни в каком месте не могу служить Отечеству с большею пользой, чем при Министерстве иностранных дел.
Одновременно с аналогичным прошением обратился и П. Л. Шиллинг, который подчёркивал, что вышедший из духовного звания Иакинф мог бы принести бо́льшую пользу отечественной науке. После получения прошений министр Нессельроде 29 мая 1831 года обратился к обер-прокурору Мещерскому с просьбой выяснить возможность снятия с Иакинфа монашеского сана, поскольку «по свойственным человеку слабостям, он не сможет с точностью и по совести соблюдать всех обетов монашеских, и что сан сей препятствует ему в свободном отправлении возлагаемых на него по службе обязанностей».
После обращения обер-прокурора в Петербургскую консисторию и Александро-Невскую лавру выяснилось, что надзор за Иакинфом давно снят, а наместник обители даже не знал, где Иакинф находился после 1829 года. На запрос Синода он отвечал, что Иакинф во время жительства в лавре «вёл себя во всём добропорядочно». Митрополит Серафим согласился с запросом обер-прокурора, и 19 июля 1831 года барон Шиллинг был извещён, что причин, препятствующих снятию с Иакинфа монашеского сана, нет, требуется лишь собственноручное его прошение. 29 августа 1831 года Иакинф в Троицкосавске это заявление написал:

Числясь по сану в звании монашеском, а по должности в службе гражданской, я в необходимости бываю как по учёным занятиям, так и поручениям от начальства, находиться в долговременных отлучках от монастыря, что при всей благовидности причин противно приличию, а потому и для общего мнения соблазнительно. Сверх того, как сие звание препятствует мне в полном удовлетворении обязанностям по службе, так, напротив, и пребывание в мире по делам службы отвлекает меня от упражнений духовных; слабости же, свойственные мне как человеку, поставляют меня в невозможность соблюдать обеты монашества во всей чистоте их. В сей причине, к несчастию, я убеждён долголетним опытом своей жизни. Почему для успокоения совести я обратился к последнему средству всепокорнейше просить Святейший Синод снять с меня с монашеским саном те обязанности, выполнять кои с точностью и по совести я не в состоянии, и дозволить мне провести остаток дней в светском звании при тех должностях, к которым по своим способностям уже призван волею правительства.
Официальным письмом Святейший Синод уведомил П. Л. Шиллинга, что снятие монашества с Иакинфа поручено нижегородскому архиепископу, с ним барон немедленно установил письменный контакт, прося снять с синолога монашеские обеты в Нижнем Новгороде на обратном пути из Сибири в Петербург. Но уже 2 января 1832 года синодальное начальство приказало Иакинфу следовать прямо в столицу, нигде не задерживаясь. 1 марта 1832 года на заседании Синода было решено добиваться от Иакинфа отказа от своего решения. Только 12 мая того же года был издан указ Синода, дозволявший отрешение от монашеского сана. 20 мая указ был передан на утверждение императору, в результате уже 21 мая последовало решение держать Иакинфа по-прежнему в Александро-Невской лавре, «не дозволяя оставлять монашества». Иакинфа и П. Л. Шиллинга это не остановило, барон уже в июне 1832 года вновь обратился к К. В. Нессельроде с просьбой ходатайствовать перед императором. Иакинф в своём проекте ходатайства выражал несогласие с решением монарха. Вице-канцлер не стал давать этим документам хода.

#### Декабристы. Возвращение в Европейскую Россию
Документальные свидетельства о встречах Иакинфа с заключёнными и ссыльными декабристами отсутствуют, хотя сам факт такого общения не вызывал сомнений ещё в XIX веке. Главным подтверждением является акварельный портрет синолога в подряснике, выполненный Н. А. Бестужевым (в 1922 году был передан в дар Кяхтинскому краеведческому музею). Знакомство между Бичуриным и Бестужевым могло возникнуть ещё в Петербурге в 1822—1823 годах или уже в Сибири — на Петровском заводе, который мог быть единственным местом их встреч. Поездка в Петровский завод могла состояться или в марте 1831 года — во время объезда дацанов Хоринских родов, или летом того же года, когда Иакинф лечился на Туркинских горячих источниках. П. Е. Скачков категорически утверждал, что знакомство Иакинфа с Н. А. Бестужевым относится к 1830 году, а связи поддерживались и позднее — во время поездки 1835—1837 годов. По воспоминаниям Н. С. Моллер, Бестужев подарил Иакинфу железные чётки, собственноручно выкованные из кандалов, которые он носил.
К осени 1831 года экспедиция Шиллинга выполнила всю запланированную программу. Было обстоятельно изучено устройство ламаистского буддизма в Забайкалье, описаны книгохранилища в дацанах, разработан устав бурят-монгольского духовенства (принят в 1832 году), собрана обширная этнографическая коллекция. Азиатский департамент отдал распоряжение Шиллингу и Иакинфу встретить возвращавшуюся в Петербург Десятую духовную миссию и препроводить её в столицу. Миссия прибыла в Кяхту из Пекина 3 сентября 1831 года. Иакинф активно общался с членами миссии, по его рекомендации студент Кондрат Крымский был назначен преподавателем Кяхтинского училища китайского языка. Дружеские отношения сложились у него с о. Даниилом — первым профессором китайского языка Казанского университета. На обратном пути следовало также обследовать западную границу Российской империи с Китаем; из-за болезни начальника экспедиции эту миссию исполнил Иакинф. Он совершил зимнюю поездку из Томска через Змеиногорск в Семипалатинск, преодолев 3796 вёрст. Возвращался он через Оренбург и Казань, не задерживаясь на родине, — в Поволжье. В Москву Иакинф вернулся 9 марта 1832 года.

### Петербург, 1832—1835 годы

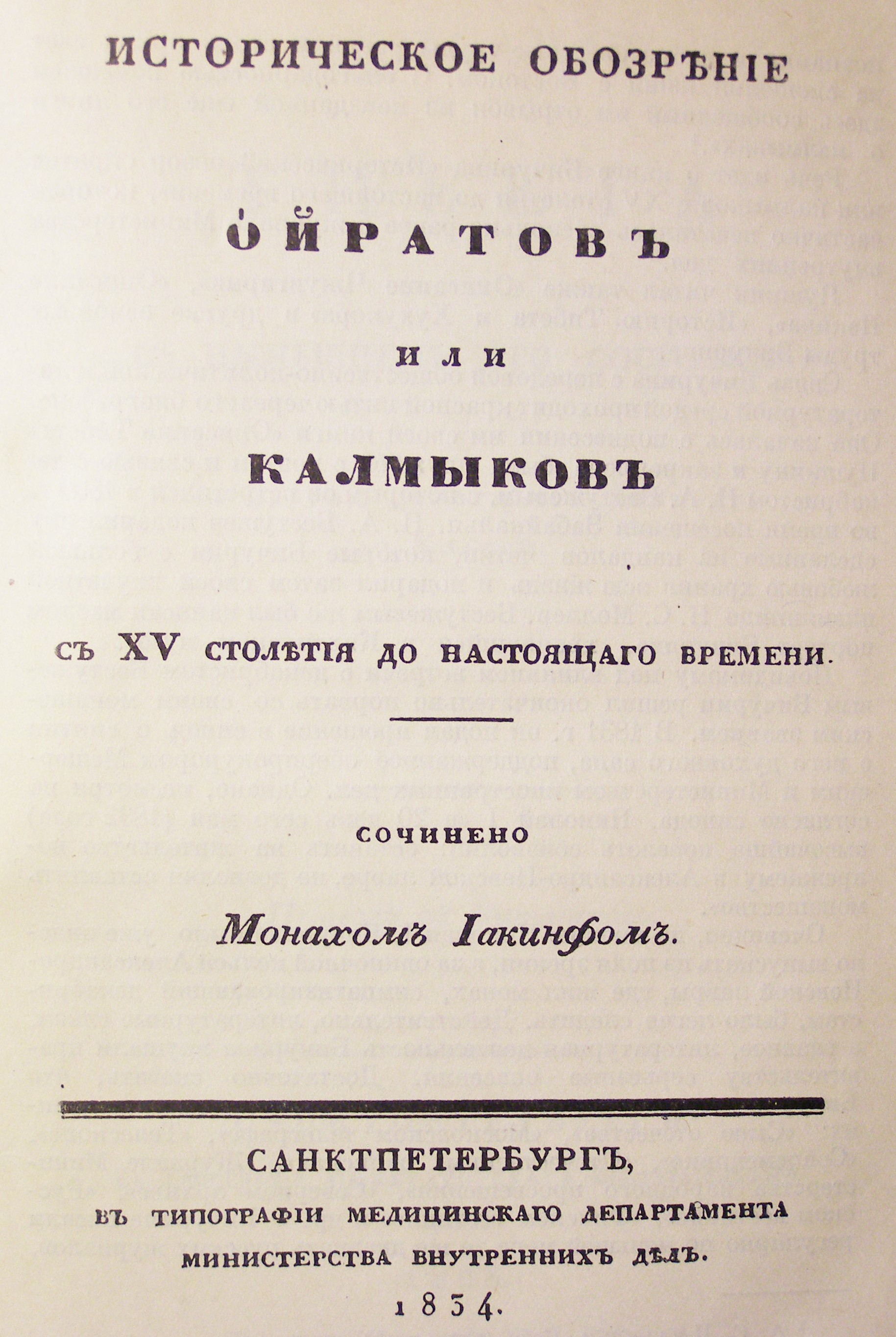
Обложка издания 1834 года. В имени автора напечатана буква «ф», а не «ѳ»

Вернувшись в Петербург, Иакинф стал ходатайствовать перед Азиатским департаментом об организации специальных исследований на границе с Синьцзяном. Он представил две служебные записки: «О состоянии торговли России с Китаем» и «О торговле англичан в Средней Азии». Министерство не сочло необходимым разрабатывать это направление, как не было разрешено Иакинфу совершить экспедицию в Среднюю Азию. Затягивалось и издание новых книг. Только в 1835 году Академия наук наградила Иакинфа полной Демидовской премией за сочинение «Историческое обозрение ойратов или калмыков с XV столетия до настоящего времени» (1834). Этот труд использовал Пушкин при написании первой главы «Истории Пугачёва», о чём существует довольно широкий круг исследований.
В Петербурге в 1833 году Иакинф познакомился с британским путешественником Джорджем Борроу (1803—1881), приехавшим в Россию по делам перевода Библии на маньчжурский язык. Ещё в 1821 году переводчик Азиатского департамента С. В. Липовцов начал этот перевод по заданию Российского библейского общества. Часть Нового Завета увидела свет в Петербурге, но опубликование всего текста вызвало противодействие, и в 1826 году рукопись была переправлена в Британское библейское общество. Кроме того, в распоряжении Шиллинга был ещё маньчжурский перевод Библии французского иезуита Пьеро. Поскольку П. Л. Шиллинг успешно справился с литографическим воспроизведением восточных письменностей, в Лондоне сочли целесообразным издавать маньчжурскую Библию в России. Борроу упоминал в своей переписке, что брал у Иакинфа уроки китайского языка, а взамен обучал его английскому. При этом в английском языке у синолога почти не было прогресса.
11 января 1834 года кяхтинское таможенное начальство попросило Азиатский департамент прислать им Иакинфа для организации учебного процесса в школе китайского языка «хотя года на два». В том же запросе сообщалось, что местное купечество готово оплатить издание китайской грамматики, которая была одобрена цензурой в сентябре 1834 года, но издание её задерживалось из-за типографских сложностей. В феврале 1835 года с согласия императора Иакинф был назначен учителем кяхтинской школы китайского языка и сразу же выехал в Сибирь.

### Вторая поездка в Кяхту
Поездка в Сибирь оказалась тяжёлой из-за ранней оттепели. После Новгорода началась распутица и продолжалась почти 800 вёрст до самого Нижнего Новгорода. Из Казани Иакинф писал Шиллингу (1 марта 1835 года), что скорость передвижения не превышала 3 вёрст в час, на последней станции от Казани провалилось днище повозки и пропало много вещей, а срочный ремонт обошёлся в 70 рублей. В Казани Иакинф посетил университет и пообщался с монголоведом А. В. Поповым. В городе он пробыл всего один день; вторую краткую остановку синолог сделал в Иркутске. В Кяхте вторичное открытие училища живого китайского языка официально состоялось 16 мая 1835 года.
Иакинф разработал 4-летнюю программу обучения китайскому языку, которая заложила методику его изучения в России. Программа предусматривала обучение купцов и коммерческих переводчиков, способных объясняться и владеющих основами книжного языка. В кяхтинское училище принимали бесплатно желающих из всех сословий, умеющих читать и писать по-русски и владеющих начальными правилами арифметики. Иакинф лично занимался с абитуриентами Законом Божьим, русским языком и арифметикой, причём безвозмездно. Из рапорта синолога в Азиатский департамент следовало, что в первый год было принято 22 «купеческих и мещанских детей» в возрасте от 7 до 21 года. Отличившихся в изучении языка освобождали от воинской повинности.
Второе пребывание в Сибири затянулось. Из переписки с Азиатским департаментом известно, что синолог хотел вернуться в Петербург ещё в начале 1836 года. 10 января начальство предписало ему оставаться в училище до конца года. При этом никто не озаботился выслать ему жалованье; Иакинф потребовал, чтобы причитающаяся ему сумма с 1 февраля 1835-го по 1 февраля 1836 года была отправлена наличными в Кяхту. Из того же требования известно, что он закончил вторую часть «Китайской грамматики». Несмотря на просьбу местного купечества остаться на ещё один двухлетний срок, Иакинф намеревался скорейшим образом вернуться в Петербург и отправил соответствующее заявление.
Ходатайство Иакинфа было отклонено: 26 декабря 1836 года он «с безусловной покорностью» писал в Азиатский департамент, что согласен остаться в Кяхте ещё на год. Впрочем, в личных письмах не было особенного сожаления о потерянном времени, напротив, он ещё интенсивнее занимался научной работой. Из «Автобиографической записки» следует, что он составил «полную систему китайского законодательства». 9 октября 1837 года трёхтомная рукопись сокращённого перевода «Свода узаконений Великой Цин» (Да Цин хуэй дянь кит. 大清會典) была отправлена в Азиатский департамент. Несколько разделов этого труда были опубликованы в периодических изданиях, например, «Статистические сведения о Китае» во французском переводе увидели свет в бюллетене Академии наук в октябре 1837 года, а на русском языке были напечатаны в «Журнале министерства народного просвещения».
Летом 1837 года Иакинф поправлял здоровье на Туркинских минеральных водах и попутно занимался этнографическими наблюдениями над населением долин Селенги и Чикоя, особенно интересуясь бытом русских поселенцев и его влиянием на кочевников-бурятов. Частично этнографические заметки были опубликованы в 1841 году.
Во время поездок по Забайкалью Иакинф несколько раз посещал ссыльных декабристов и познакомился с И. И. Пущиным, они даже обсуждали вопрос о снятии с синолога духовного сана. В декабре 1837 года Иакинф с разрешения Азиатского департамента передал дела в кяхтинской школе К. Г. Крымскому и выехал в Петербург, куда и прибыл в январе 1838 года.

### Поздние годы

#### Петербург. «Китайская грамматика»
В Петербурге Иакинф вернулся к привычной жизни, вновь став популярной фигурой в светских и научно-литературных салонах. По воспоминаниям, особенно часто он бывал в литературном салоне Е. А. Карлгоф-Драшусовой, в котором постоянными посетителями были И. А. Крылов, Н. А. Полевой, Н. В. Кукольник, К. П. Брюллов. Хозяйка салона вспоминала:

…Он пятнадцать лет прожил в Китае и так сроднился с этой страной, так полюбил её, так изучил, что сам сделался похожим на китайца. Физиономия его решительно носила выражение, какое имеют китайцы. Он не был строгим монахом, кушал скоромное, без устали играл в карты, любил хорошее вино, весёлую беседу, и хотя жил в Александро-Невской лавре, но пользовался на особых правах большою свободой и часто возвращался домой, когда благочестивая братия шла к утренним молитвам.
В 1838 году вышла в свет «Китайская грамматика», издание которой велось ещё с 1828 года. Из-за типографских и корректорских сложностей сильно увеличились расходы, в результате вместо запланированных 600 экземпляров было выпущено только 360. В основном Иакинф пользовался при её составлении китайскими филологическими трудами, а также учебниками китайского языка и грамматиками католических и протестантских миссионеров. Грамматика получила высокие оценки в прессе, 17 апреля 1839 года её автор был удостоен второй Демидовской премии. Долгое время она оставалась единственной в России грамматикой китайского языка, которая использовалась для обучения ещё в начале XX века.
В том же 1838 году Иакинф представил рукопись «Описания китайских монет» — перевод японского каталога, включающего описание 183 китайских монет разных эпох. В декабре рукопись была представлена императору, К. В. Нессельроде обратился к президенту Академии наук С. С. Уварову за финансированием издания. Уваров просьбу отклонил и велел передать рукопись на хранение в Академию наук.
15 февраля 1839 года конференция Академии наук обратилась к Иакинфу с просьбой составить описание и каталог маньчжурских, китайских и японских изданий, поступивших в библиотеку Академии из собрания покойного П. Л. Шиллинга. Опыт библиографической работы у синолога уже был: ещё в 1829 году он составил «Реестр» китайских и маньчжурских книг из фондов Публичной библиотеки, впоследствии лёгший в основу печатного каталога восточных книг. За составление каталога 30 октября 1840 года Иакинф получил премию в 200 рублей серебром. На основе его каталога академик М. И. Броссе подготовил свой печатный каталог, за каковой труд был награждён орденом. Своё возмущение Иакинф выражал в частной переписке ещё в 1845 году.
Как переводчик Азиатского департамента Иакинф проводил языковую подготовку светских сотрудников Двенадцатой Пекинской миссии, в их числе В. П. Васильева, В. В. Горского и И. И. Захарова. Горский вспоминал, что «преподают очень просто и ясно, так и дети поняли бы всё; признаюсь, я думал, что отец Иакинф будет читать свой предмет как учёный профессор, а не как учитель 2-го класса». Иакинф проводил три занятия китайского языка в неделю у себя на квартире.
Служебная командировка в Кяхту в 1835—1838 годах не была последней поездкой Иакинфа по стране. В 1840 году он направил начальству ходатайство «об увольнении на три месяца в отпуск в города Москву, Воронеж и Киев для поправления здоровья и поклонения св. угодникам». Разрешение было ему дано, но документальные данные о поездке не найдены.

#### Синологические работы 1840-х годов

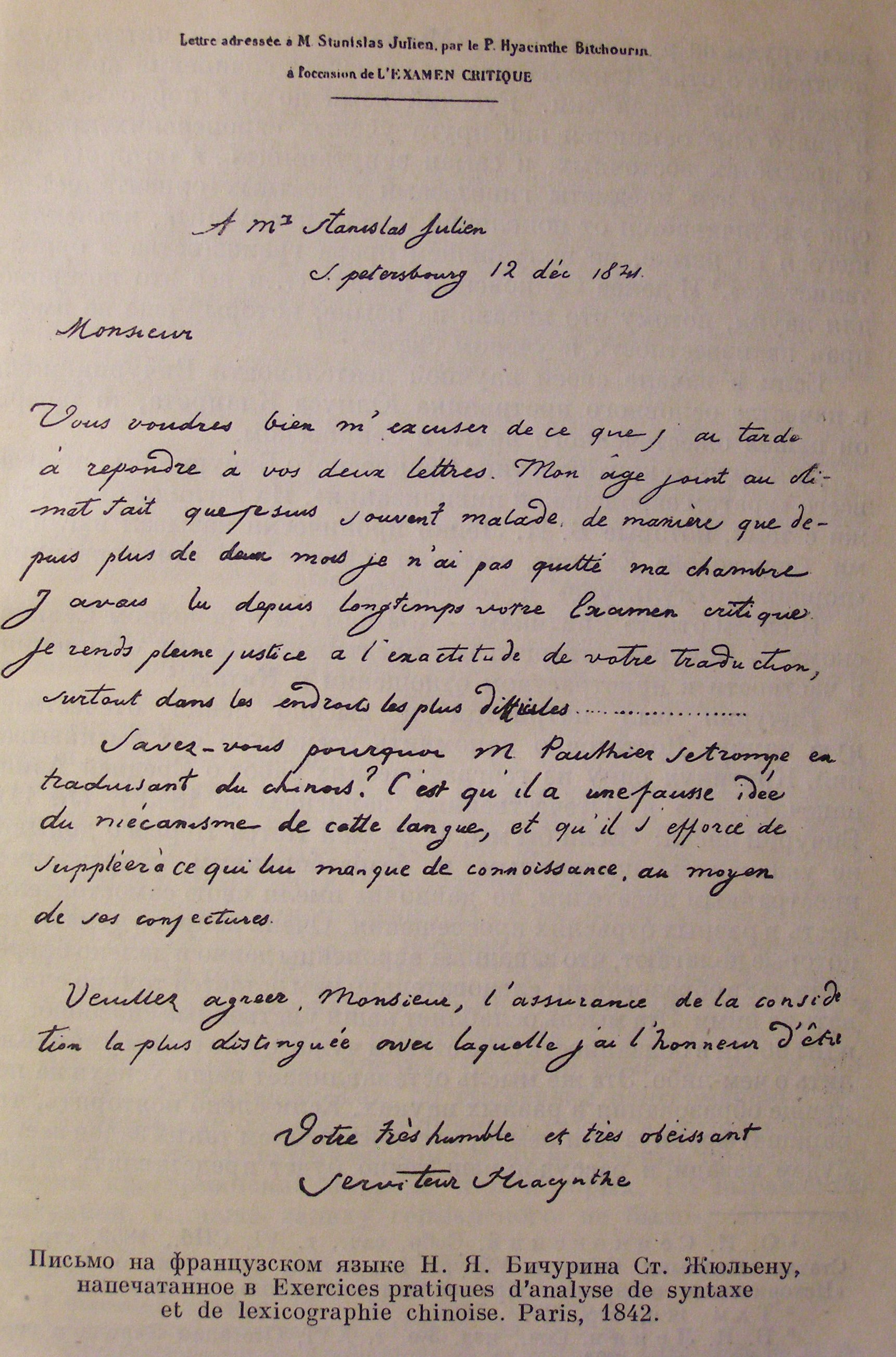
Автограф письма Иакинфа С. Жюльену от 12 декабря 1841 года. На французском языке

В 1838—1840 годах Иакинф смог начать подготовку и издание трудов, посвящённых непосредственно Китаю. Только в журнале «Отечественные записки» он в 1839—1845 годах опубликовал 9 статей разнообразной тематики. Ранее выпущенные журнальные статьи были им объединены в книге 1840 года «Китай. Его жители, нравы, обычаи, просвещение». Издание было осуществлено на средства его двоюродной племянницы С. А. Мициковой — дочери друга детства А. В. Карсунского. В оценке данного труда современники сильно разошлись. Если Ф. Менцов обошёлся обзором содержания, то О. Сенковский писал, что книга рассчитана только на несведущих людей, а специалист ничего нового для себя не найдёт. Иакинф заявил, что данные рецензии не заслуживают ответа.
К 1841 году относится заочное знакомство Иакинфа с французским синологом С. Жюльеном. Он обратился к русскому учёному как к арбитру в дискуссии с Г. Потье о переводе китайского описания Индии. В своей книге «Exercices pratiques d’analyse, de syntaxe et de lexicographie chinoise» Жюльен полностью воспроизвёл письмо Иакинфа от 12 декабря 1841 года.
В 1842 году увидело свет «Статистическое описание Китайской империи». Книга готовилась к выпуску медленно и трудно: автор перенёс тяжёлую болезнь, а печатать рукопись пришлось за собственный счёт, при том что двухтомное издание обошлось в 7000 рублей. Попытка собрать деньги на издание по подписке привела к тому, что во всей империи подписался 1 человек (в Варшаве). 9 апреля 1841 года рукопись была рассмотрена на конференции Академии наук, которая допустила её к соисканию Демидовской премии, что давало возможность печатать книгу в долг. Одну из первых рецензий дал профессор Казанского университета Даниил (Сивиллов), на её основании книга была удостоена половинной Демидовской премии. Научная критика практически проигнорировала эту книгу. Крайне плохо было и с её реализацией: к 1844 году было продано всего 30 экземпляров.
Точно так же проигнорировала критика небольшую монографию «Земледелие в Китае» 1844 года. В результате синолог решил обновить свою книгу о Китае 1840 года и к 1845 году представил в Цензурный комитет две работы: «Китай в гражданском и нравственном состоянии» и «Описание религии учёных». Первоначально рукописи были отправлены в Министерство иностранных дел, но единственной перспективой вновь было издание за собственный счёт. 30 ноября 1845 года цензура пропустила рукопись «Китая в гражданском и нравственном состоянии», она вышла в свет только в 1848 году благодаря помощи издателя Ф. В. Базунова.
Научно-литературная критика проявила огромный интерес к этому труду Иакинфа. Обсуждение его и в научных кругах, и в литературных журналах сразу приобрело характер острой полемики, вызвав прямо противоположные оценки. Труд был представлен Академией наук на соискание Демидовской премии, в связи с чем профессор Казанского университета О. М. Ковалевский написал обстоятельный разбор. Положительный отзыв Ковалевского не совпал с мнением академиков: десятью голосами против семи Демидовская премия не была ему присуждена, но конференция Академии отметила труд почётным отзывом.
В литературных журналах положительные отзывы оставили А. Ф. Вельтман («Москвитянин») и А. А. Краевский («Отечественные записки»). С точки зрения Краевского, структура книги, написанной в форме вопросов и ответов, не вполне удачна и разрушает систематическое изложение. О. Сенковский выпустил обширную рецензию в двух номерах журнала «Библиотека для чтения», где укорял Иакинфа в чрезмерной идеализации общественно-политического строя Китая, а сравнения Китая и Европы характеризовал как «возмутительные». Вместе с тем в рецензии хватало и восторженных суждений о важности трудов синолога для познания Китая не только в России, но и в Европе. Интересно, что О. Сенковский задавался вопросом о малой известности работ Иакинфа в Европе и приходил к выводу, что виной тому — «слишком китайская форма его сочинений», отсутствие увлекательности изложения.
Сходные суждения выразил в своей рецензии В. Г. Белинский, она была опубликована в журнале «Современник» без указания имени. Белинский писал, что «Иакинф показывает более Китай официальный, в мундире и с церемониями». Особенно резко он отзывался о морально-нравственном облике китайцев, бичуя «китайские церемонии» и полное отсутствие прогресса. Синолог не мог оставить без ответа нелестные рецензии Сенковского и Белинского. В двух осенних номерах «Москвитянина» увидела свет большая статья, так и озаглавленная — «Отец Иакинф». Синолог решительно заявлял, что то, что критикам кажется идеализацией Китая, является естественной реакцией специалиста:

…Я первый раскрыл неверность сведений и неосновательность мнений о сём государстве, укоренённых в Европе, и несправедливо думает тот, кто это раскрытие считает защищением. Надобно ещё присовокупить, что во всех изданных мною сочинениях я представлял Китай точно в том виде, в каком он ныне существует в гражданском и нравственном состоянии: и то, что я писал о сём государстве, написано и в свет издано самим китайским правительством, а мною лично проверено и с точностью передано в переводе. Предоставляю благомыслящим читателям самим судить, до́лжно ли это считать пристрастием к Китаю?

#### «Собрание сведений о народах, обитавших в Средней Азии в древние времена»

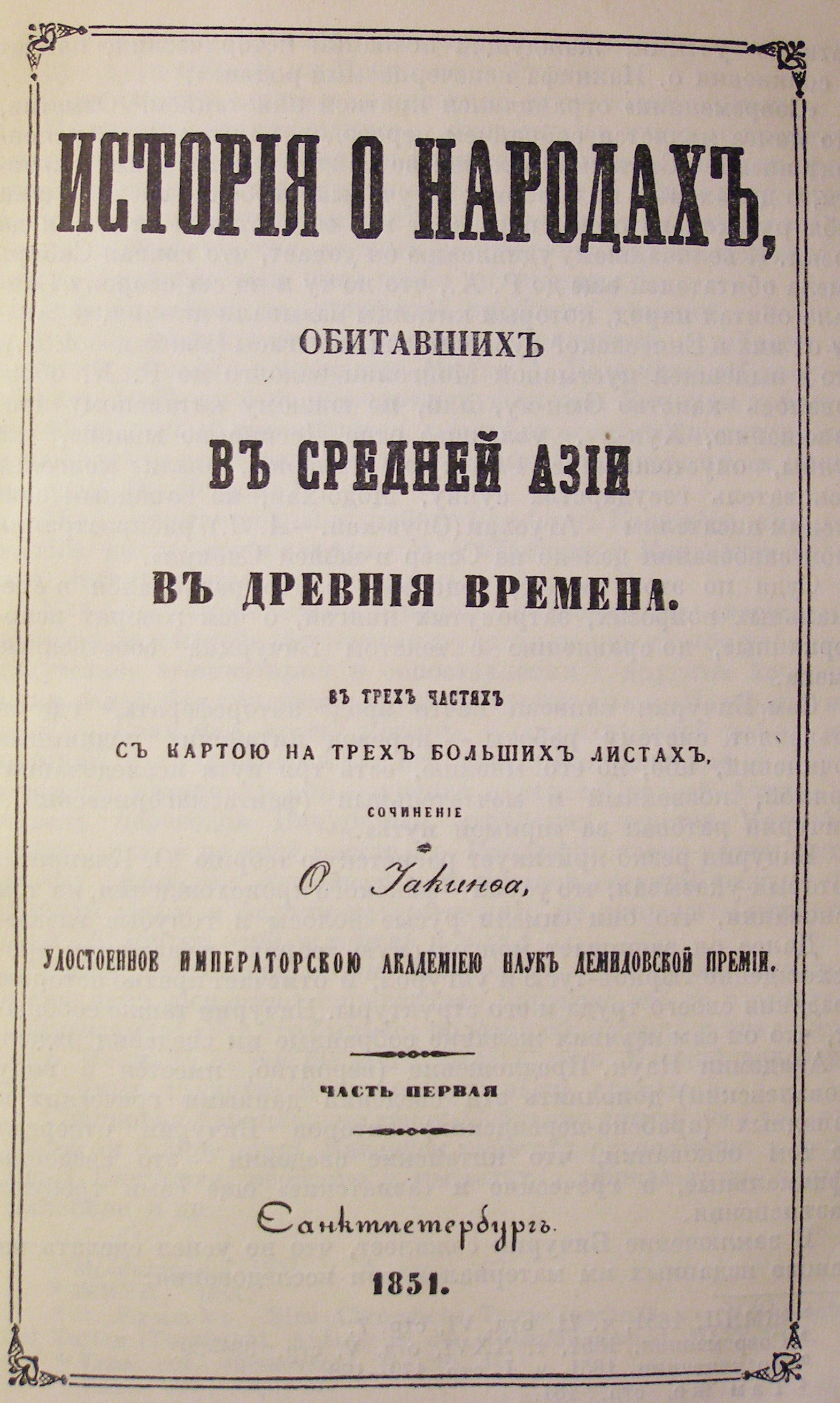
Обложка первого издания. На ней напечатана «История о народах…», тогда как на титульном листе значится именно «Собрание сведений…»

Последним крупным синологическим трудом Иакинфа стало «Собрание сведений о народах, обитавших в Средней Азии в древние времена». Оно является и самой большой по объёму его работой, причём как по количеству использованных документальных источников, так и по масштабу освещения исторических проблем и полноте переводов китайских текстов. В «Предуведомлении» к своему труду автор писал, что в течение 25 лет после возвращения из Пекина постоянно занимался исследованиями «древних сношений Китая с сопредельными государствами». В письме академику М. П. Погодину исследователь утверждал, что занялся написанием большого труда с 1 января 1846 года. Сразу же он стал заниматься финансированием будущего издания, обратившись к непременному секретарю Академии наук П. Н. Фуссу и представив на рассмотрение историко-филологического отделения Академии пробный перевод китайских известий о Коканде. Перевод удостоился положительного отзыва М. И. Броссе. Судя по эпистолярному наследию Иакинфа, к декабрю 1847 года рукопись в основном была закончена.
7 января 1848 года конференция Академии наук поручила дать отзыв о рукописи профессору Казанского университета О. М. Ковалевскому. По определению Ковалевского, публикация труда Иакинфа явится «приобретением для востоковедческой науки». Вместе с тем рецензент отмечал некритический подход синолога к материалам китайских династийных историй, а также необходимость привлечения греческих и арабо-персидских источников для сравнительного исследования. Сам Иакинф высоко ценил эрудицию Ковалевского и в письме 25 февраля 1849 года специально просил его высказывать замечания по недостаткам работы. Ряд замечаний был исправлен, но относительно главного пожелания Иакинф опубликовал в 1851 году в «Москвитянине» специальную статью-реферат, в которой заявлял, что не видит в античных источниках никакой ценности, более того, полагает, что их сообщения сами требуют основательного исследования. Примерно то же он писал и в предисловии к своему труду.
17 апреля 1849 года Академия наук присудила Иакинфу полную Демидовскую премию и дополнительно 1000 рублей серебром на печатание труда. Подготовка текста к печати затянулась из-за того, что учёный заболел в июне холерой, однако сумел излечиться, о чём писал П. Н. Фуссу 27 июля 1849 года. Цензура одобрила рукопись в октябре 1849 года, но типография военно-учебных заведений очень медленно вела набор и литографирование карт. Только в марте 1851 года трёхтомник увидел свет под названием «История о народах…».
Мнения рецензентов вновь разделились. Так, Н. С. Щукин в «Журнале министерства народного просвещения» не жалел похвал и говорил о «знаменательном событии в отечественной науке». Ему вторили анонимные авторы отзывов в «Москвитянине» и «Современнике». Профессор Петербургского университета А. К. Казем-Бек подошёл к труду Иакинфа с позиций строгой критики. В его рецензии, увидевшей свет в журнале «Отечественные записки» в 1852 году, дана весьма негативная оценка достоверности и качеству китайских источников о народах, живущих за пределами Китая. Казем-Бек укорял синолога за отсутствие критической оценки китайских источников, а также за то, что Иакинф бездоказательно отвергает суждения западных китаеведов.

### Болезнь и кончина
Здоровье учёного непрерывно ухудшалось на протяжении 1840-х годов. В 1848—1850-х годах каждое лето он вынужден был проводить в заведении для больных и слабых монахов Александро-Невской лавры в Киновеях. По воспоминаниям Н. С. Моллер, после 1851 года он сильно постарел и обессилел, начальство даже не хотело отпускать его на летний отдых у родственников. Появились признаки душевного расстройства: рассеянность, забывчивость. Н. С. Щукин, чаще других навещавший Иакинфа, свидетельствовал, что «два последних года жизни он бродил как автомат, пойдёт, бывало, и не может остановиться», был подвержен резкой смене настроения, помнил только события далёкого прошлого. Он начал путать свой возраст, во время празднования дня рождения в 1851 году одним гостям говорил, что ему исполнилось 80, другим — 75 лет.

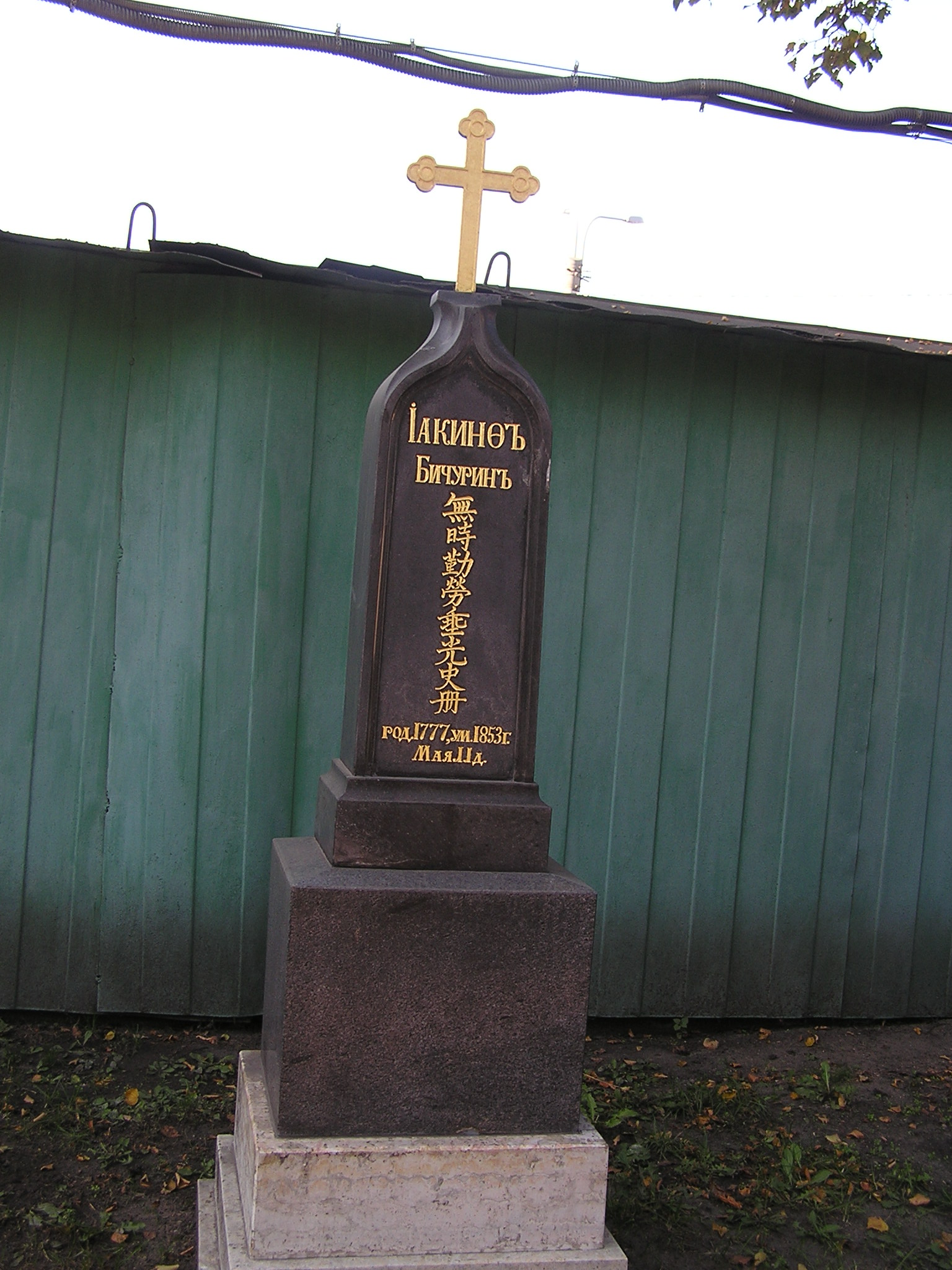
Могила Бичурина в Александро-Невской лавре в Санкт-Петербурге. Фото 2008 года

Тогда же произошёл странный инцидент, описанный в воспоминаниях Н. С. Моллер. Находясь на даче в Мурине, Иакинф решил исследовать местность под названием «Чёртово болото». 25 августа 1851 года, уйдя после завтрака один на прогулку, он пропал, нашли его лишь на рассвете следующего дня. Старый учёный находился без сознания, он был привязан к дереву, с ног были сняты сапоги, но при этом нетронутыми остались золотые часы с цепочкой и бумажник с 300 рублями. Иакинф утверждал, что «его водила нечистая сила, а к дереву привязал леший». Потрясение было велико: он часто терял сознание, с трудом узнавал близких, боялся оставаться один. После сильного приступа в начале 1852 года родственники отправили его в монастырь. Летом того же года в Киновеях он несколько оправился, но в письме М. П. Погодину от 19 июня 1852 года просил прислать ему автобиографическую записку, ибо позабыл свою дату рождения и возраст. С осени 1852 года болезнь возобновилась, более Иакинф уже не покидал своей кельи. По воспоминаниям Н. С. Моллер, монастырская братия не заботилась о своём нерадивом собрате; приставленный к больному монах мог надолго оставлять его одного запертым; далее за умирающим вообще перестали ухаживать и даже лишили его пищи на том основании, что «его ждёт пища небесная».
Учёный скончался в пять часов утра 11 мая 1853 года в окружении монашествующей братии. На следующий день канцелярия Александро-Невской лавры известила о его смерти Азиатский департамент, Н. С. Щукин написал небольшой некролог, напечатанный в газете «Северная пчела» 13 мая. Только из некролога о кончине узнали родственники, на похоронах в тот же день присутствовали всего 4 человека. Духовный собор лавры постановил наиболее ценные вещи продать, а книги и рукописи передать в монастырскую библиотеку. Келья Иакинфа с обстановкой и часть библиотеки перешли наместнику — бывшему архимандриту Одиннадцатой духовной миссии в Пекине Вениамину (Морачевичу).
Могила Иакинфа на Лазаревском кладбище первое время была обозначена простым деревянным крестом безо всякой надписи. В 1866 году друзья и почитатели установили памятник из чёрного гранита с именем и датами жизни, между которыми была записана эпитафия, предложенная китаеведом о. Аввакумом: кит. трад. 無時勤勞垂光史册, упр. 无时勤劳垂光史册, пиньинь wúshí qínláo chuíguāng shǐcè, палл. уши циньлао чуйгуан шицэ — «Не зная покоя усердно трудился и пролил свет на анналы истории».

## Личность

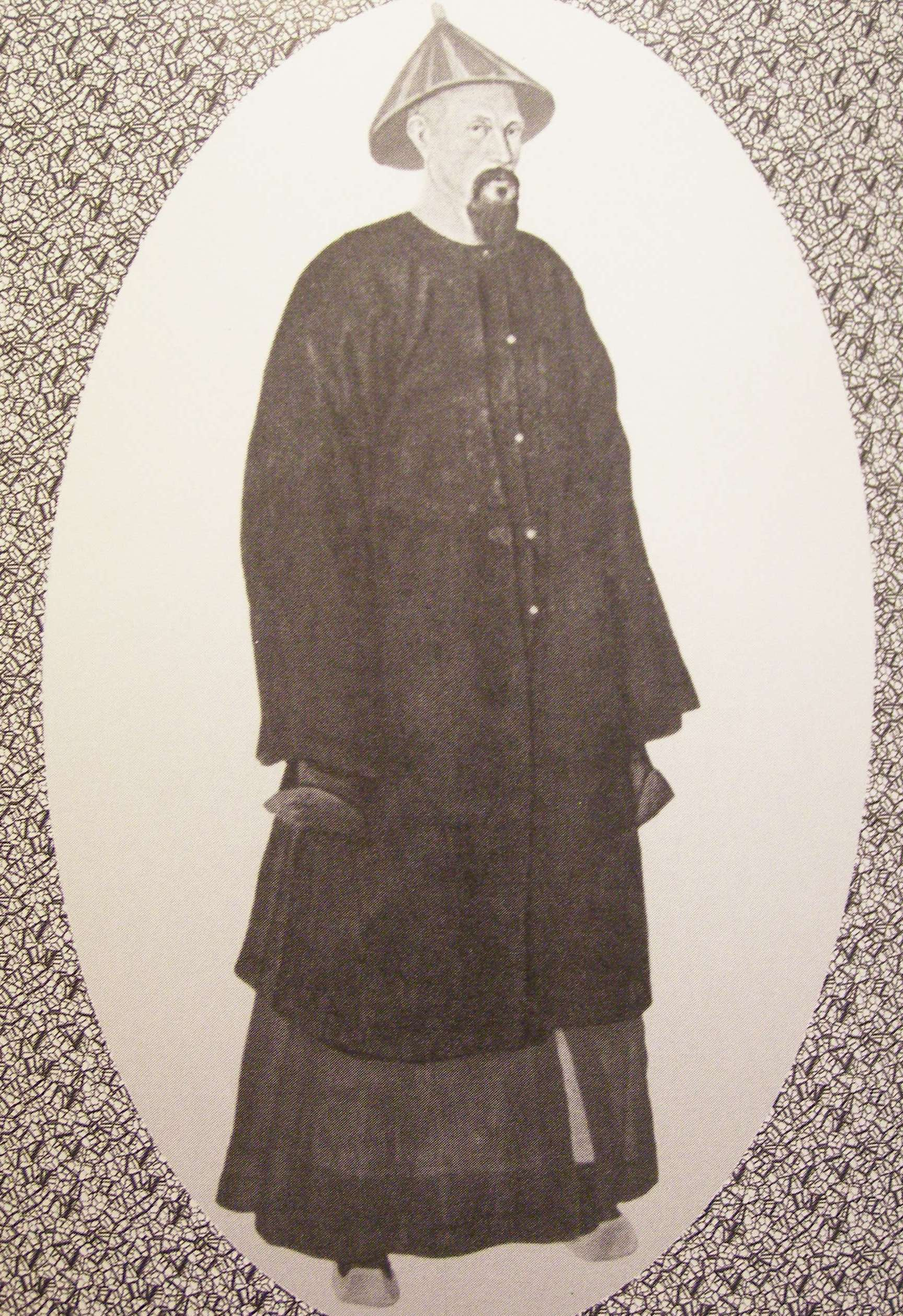
Иакинф в китайском одеянии. Рисунок тушью неизвестного художника

Характеристику облика Иакинфа дал первый биограф — Н. С. Щукин:

О. Иакинф был роста выше среднего, сухощав, в лице у него было что-то азиатское: борода редкая, клином, волосы тёмно-русые, глаза карие, щёки впалые и скулы немного выдававшиеся. Говорил казанским наречием на о; характер имел немного вспыльчивый и скрытный. Неприступен был во время занятий: беда тому, кто приходил к нему в то время, когда он располагал чем-нибудь заняться. Трудолюбие доходило в нём до такой степени, что беседу считал убитым временем. <…> Долговременное пребывание за границей отучило его от соблюдения монастырских правил, да и монахом сделался он из видов, а не по призванию.
Ко всему, напоминающему о монашеской жизни, он относился прохладно. Иакинф никогда не постился; если гостил во время постов в семействе Мициковых, ему отдельно готовили скоромное. Со времён пребывания в Пекине он никогда не ходил в церковь и не присутствовал на богослужениях. Возможно, он склонялся к атеизму, во всяком случае, по воспоминаниям Н. Малиновского, в одно с ним время пребывавшего на Валааме, «сомневался в бессмертии души».
Ещё в Пекине Иакинф пристрастился к различным зрелищам, но в Петербурге открыто посещать театральные представления не мог, хотя был страстным любителем театра. Н. С. Моллер вспоминала, что, желая увидеть знаменитую Тальони, Иакинф переоделся в наряд купца, перекрасил волосы и надел очки. Таким же образом он мог посещать итальянскую оперу.

…Если ему не нравилось чьё-либо мнение, он, горячась, говорил:

— Да что с вами толковать! Вы судите по-европейски! А, чёрт! прибавит он с раздражением и махнёт рукой. Потом, закурив сигару, замолчит надолго.

Напротив же, если ему нравилось чьё суждение, он оживлялся и с восторгом восклицал:

— Прекрасно, превосходно! Это совершенно по азиатски! У вас такой же здравый взгляд, как и у азиата.

Или же:

— Лучше нельзя рассудить! Это совершенно согласно с мнением китайцев! Да! Вы судите верно; вы судите вполне по азиатски!

Выше этой похвалы, по его мнению, ничего не могло быть; не было у него также и осуждения ниже:

— Да это всё европейское! Вы настоящий европеец и вздор городите европейский!
Никогда не имевший семьи монах поддерживал отношения с двоюродным братом А. В. Карсунским (он умер в 1827 году в 48-летнем возрасте) и его женой Т. Л. Саблуковой. После кончины Татьяны Саблуковой в 1840 году Иакинф сблизился с её дочерью — своей двоюродной племянницей С. А. Мициковой, ежегодно отдыхая летом в её семейном имении под Петербургом. Дочь С. Мициковой — Н. С. Моллер — называла учёного своим «дедушкой». О круге общения Иакинфа в 1843—1847 годах позволяет судить сохранившаяся алфавитная книжка, в которой он отмечал имена и фамилии не только друзей и знакомых, но и других лиц, подшивал письма, деловые расписки и квитанции. Из книжки следует, что он поддерживал знакомства с И. А. Крыловым, А. А. Краевским, В. Ф. Одоевским, А. В. Никитенко, А. С. Норовым и другими. Духовных лиц в этом кругу почти не было. Из кровных родственников Иакинф переписывался с рано овдовевшей сестрой Татьяной, регулярно посылал деньги своей племяннице и определил её сына в удельное училище. С младшим братом Ильёй Фениксовым он не общался вовсе.

## Наследие, память

### Издание трудов
Рассчитывая на развитие китаеведения в Казани, ещё в 1843 году учёный пожертвовал Казанской духовной академии 12 наименований своих книг и сочинений других учёных по ориенталистике (всего 17 томов). В 1849 году он подарил академии 136 книг (в 219 томах), 16 рукописей, включая «Цзычжи тунцзянь ганму», и 15 различных карт. Первую попытку описать собрание рукописей Иакинфа в Казани предпринял А. Е. Любимов, приват-доцент Восточного факультета Санкт-Петербургского университета. Его статья была опубликована в 1908 году в «Записках Восточного отделения Русского археологического общества». Рукописные труды, находящиеся в архивах Санкт-Петербурга, Москвы и Казани, с 1920-х годов описывались советскими исследователями. Среди них — А. Е. Любимов, С. А. Козин, А. А. Петров, Д. И. Тихонов, П. Е. Скачков, З. И. Горбачёва, Л. И. Чугуевский.
Несколько раз предпринимались усилия к изданию перевода памятника «Цзычжи тунцзянь ганму», рукопись которого из Казани была передана в ИВ АН СССР в 1936 году. Эту работу начал Л. И. Думан, в 1938 году к ней подключились В. Н. Кривцов и З. И. Горбачёва, но из-за войны она не была доведена до конца. В 1951—1953 годах сотрудники сектора восточных рукописей Института востоковедения АН СССР (ныне это ИВР РАН) подготовили к изданию 16 томов «Цзычжи тунцзянь ганму» и составили к ним примечания. Издание планировалось осуществить под общей редакцией академика В. М. Алексеева, С. П. Толстова, Н. В. Кюнера и Б. И. Панкратова и выпустить в 1953 году к столетию со дня смерти учёного. Вступительную статью должен был написать академик Н. И. Конрад. Однако по неясным причинам труд так и не был опубликован.
В 1950—1953 годах Институт этнографии АН СССР переиздал в трёх томах «Собрание сведений о народах, обитавших в Средней Азии в древние времена». Издание было приурочено к столетнему юбилею выхода книги в свет и к столетию со дня смерти Н. Я. Бичурина. Научная оценка книги содержалась во вступительных статьях A. Н. Бернштама и Н. В. Кюнера. В 1960 году в Чебоксарах было опубликовано «Собрание сведений по исторической географии Восточной и Срединной Азии», подготовленное Л. Н. Гумилёвым и М. Ф. Хваном. Это было издание трёх рукописей из собрания Центрального архива Татарстана: «Землеописание Китайской империи», «Алфавит губерниям и городам в Китае» и «География 13 китайских губерний», не предполагавшиеся автором к публикации. В 1991 году также в Чебоксарах увидел свет сборник публицистических и поэтических произведений Иакинфа «Ради вечной памяти».
Значительную работу по описанию научного наследия Н. Я. Бичурина и выявлению архивных материалов к его биографии проделал Пётр Емельянович Скачков (1892—1964). По материалам конференции, посвящённой 200-летию со дня рождения Н. Я. Бичурина, А. Н. Хохлов составил и отредактировал сборник в двух частях «Н. Я. Бичурин и его вклад в русское востоковедение» (1977). В 1997 и 2007 годах в Чебоксарах выходили биографические исследования П. В. Денисова, учитывающие практически все известные источники по жизни и деятельности Иакинфа.
В начале XXI века вновь оживился интерес к наследию Иакинфа. В 2002 году в книжной серии «Классика отечественного и зарубежного востоковедения» были переизданы энциклопедические труды «Статистическое описание Китайской империи» и «Китай в гражданском и нравственном состоянии», снабжённые обширными предисловиями А. Н. Хохлова. В 2008 году в сборнике «История монголов» была перепечатана «История первых четырёх ханов из рода Чингисова». В 2009 году был переиздан перевод трактата Чжоу Дуньи «Чертёж первого начала». В 2010 году в Самаре были переизданы «Записки о Монголии», а в Петербурге впервые выпущен этнографический альбом «О народах, обитающих по берегам Амура от реки Уссури до устья его, по всему берегу Восточного моря от пределов Кореи до границы Российской и по всем островам вдоль сего берега лежащим», выполненный Иакинфом в Китае.

### Оценка деятельности

#### Оценка научной работы
По мнению академика В. С. Мясникова и И. Ф. Поповой, Иакинф Бичурин впервые в мировой синологии показал важность китайских источников для изучения всемирной истории и определил развитие российского китаеведения как комплексной дисциплины на многие десятилетия вперёд. Он был также первым русским синологом, который оперировал в большом объёме именно китайскими источниками, а не маньчжурскими; до него никто в мировой синологии в столь большом объёме китайские исторические источники не использовал.
Впервые в мировой науке русский учёный поставил вопрос о выработке адекватной терминологии для передачи смысла китайских понятий в переводе на другие языки. В тексте переводов Иакинф избегал разъяснительных слов и стремился сохранить ритм китайского литературного языка. «В трудах Бичурина достижения европейской науки впервые были обогащены достижениями науки китайской. Он оценил то, что максимально полный охват материала и непреложность факта на протяжении многих веков оставались главными принципами китайской историографии. Ему удалось соединить рационализм и практицизм китайского историописания с западным сопоставительным исследовательским методом. Фактически он был первым европейским учёным, осознавшим подлинное значение китайской гуманитарной науки и признавшим её равную ценность с западной». Первым из западных синологов Бичурин оценил значение китайской комментаторской литературы для освоения истории и культуры Китая и намеревался опубликовать перевод комментариев к «Четверокнижию», отражающих систему представлений такого философа, как Чжу Си (1130—1200). Перевод остаётся неизданным до настоящего времени.
Для переводческого метода Иакинфа были характерны свои особенности: он не ставил перед собой задач филолого-лингвистического плана, поэтому допускал при переводе унификацию терминов и выражений. Например, все термины в китайском оригинале, используемые для оседлых поселений, он переводил только словом «город», хотя даже самый распространённый китайский термин чэн (кит. трад. 城, пиньинь chéng) имел в разные исторические эпохи неодинаковое содержание. То же самое касалось названий пород скота и лошадей, используемых в древнекитайских источниках (Иакинф всегда использовал термин «аргамак» для любых лошадей из Средней Азии). Унификация в переводе и отождествлении географических названий объяснялась тем, что Иакинф полагал все древние народы, жившие на территории Монголии, этнически однородными вплоть до его собственного времени. Иными словами, он «монголизировал» тюрок — особенно средневековых туцзюэ и уйгуров; кроме того, он был увлечён монгольской этимологией имён и географических названий. Встречались и другие особенности: он принципиально отождествлял ороним Ханьхай (кит. трад. 瀚海, пиньинь Hànhǎi) с Байкалом, хотя китайские источники называли так пустыню Гоби. По А. Н. Бернштаму, эти «антиисторические взгляды» были следствием его богословского образования и влияния среды, в которой он жил и работал.
Научные и литературные труды Иакинфа, при всём прекрасном знании им китайского языка и первоисточников, не были лишены и других недостатков. Академик С. Л. Тихвинский писал: «Увлечённость о. Иакинфа, впервые открывшего для русского читателя богатую и своеобразную культуру, обычаи и традиции Китая, сказалась на идеализации им в ряде работ отдельных сторон общественно-политической жизни Китая, государственного строя и законов маньчжурской монархии, а также в проведении им подчас необоснованных параллелей между Европой и Китаем». По мнению В. Г. Дацышена, Иакинф, подняв русское китаеведение «на самый высокий уровень», в своих работах продолжал общегуманитарную линию XVIII века, «доступную обывателю», поскольку Китай служил для него положительным примером при обсуждении проблем русской государственности.

#### В православной историографии
В кратких и немногочисленных жизнеописаниях Иакинфа, сделанных историками на службе православной церкви, делается попытка характеризовать его как церковного деятеля. Ещё в XIX веке иеромонах Николай (Адоратский), фактически противореча сам себе, писал: «Как духовное лицо, о. Иакинф, без сомнения, искал и находил нравственную поддержку и подкрепление в религии. Замечательно то, что он, по лишении сана, остался во всю жизнь в смиренном образе „монаха Иакинфа“, как подписывался под своими сочинениями». В 1953 году, к столетию со дня кончины Иакинфа, статью о нём написал профессор А. И. Макаровский, но опубликована она была только к 150-летней годовщине. В статье неудачи Иакинфа на миссионерском поприще возлагались на тяжёлые материальные условия миссии, делался следующий вывод: «Русская Церковь и русская духовная школа имеют свои права молитвенно поминать выдающегося учёного и патриота, вышедшего из духовной школы и служившего Русской Церкви в монашеском сане начальником Китайской православной миссии. Человек широких религиозных взглядов, свободно относившийся к правилам монашеской жизни, всё же о. Иакинф ни в коем случае не может быть отнесён лишь к светским мыслителям». В статье О. Гринцевича, опубликованной в 2010 году, проводятся параллели между деятельностью Иакинфа-миссионера и наследием св. Стефана Пермского.

### Память
Как отмечал А. И. Кобзев, «насыщенная яркими событиями биография Н. Я. Бичурина, как никакого другого отечественного синолога, стала предметом пристального внимания не только историков, но и беллетристов». В 1955 году А. Таланов в соавторстве с Н. Ромовой издал книгу «Друг Чжунго» (премирована на конкурсе Детгиза). Краткий очерк «Неутомимый Иакинф Бичурин» был помещён С. Н. Марковым в книгу о землепроходцах и мореходах «Вечные следы» (1973). Личность монаха-китаеведа был реконструирована в историко-документальной дилогии В. Н. Кривцова «Отец Иакинф», выходившей в свет в 1978, 1984 и 1988 годах. Автор, сам будучи синологом, обработал множество источников и побывал практически во всех местах, где жил и работал его герой, в том числе и в Пекине. Иакинф привлёк внимание и В. С. Пикуля, опубликовавшего в 1987 году миниатюру «Железные чётки».
В Чувашии Иакинфа почитают как первого и крупнейшего учёного-чуваша, в Чебоксарах регулярно проводятся научные конференции, а «Бичуриниана» стала темой в творчестве местных художников и писателей. В Чебоксарах есть улица Бичурина, в столице Чувашии ему посвящены два памятника. В посёлке Кугеси Чебоксарского района находится музей «Бичурин и современность», открыт музей и на его малой родине — селе Бичурино Мариинско-Посадского района.
С 17 по 30 апреля 2023 года в новом здании Российской национальной библиотеки проходила выставка «Солнце российской китаистики — Никита Яковлевич Бичурин». Были представлены редкие издания из фонда библиотеки на русском и китайском языках, в том числе миссионерские пекинские издания 1810-х годов. Также экспонировался так называемый «Первый Альбом» — 57 этнографических рисунков с аннотациями, выполненные отцом Иакинфом. На церемонии открытия 17 апреля чувашская национально-культурная автономия Санкт-Петербурга передала РНБ мраморный бюст Никиты Бичурина работы скульптора Александра Арсеньева. В сентябре 2023 года в Казани Татарским академическим театром оперы и балета имени Мусы Джалиля был поставлен трёхактный балет «Иакинф». Композитор Резеда Ахиярова, либретто Рената Хариса, хореография Александра Полубенцева.

## Важнейшие книги и статьи (с переизданиями)
Библиографическая информация дана по списку, помещённому в издании Бичурин Н. Я. Китай в гражданском и нравственном состоянии. — М., 2002. — С. 409—413, с небольшими дополнениями.
- Записки о Монголии, сочинённые монахом Иакинфом. С приложением карты Монголии и разных костюмов. Т. 1—2 . — СПб., 1828. Архивная копия от 21 сентября 2020 на Wayback Machine
Бичурин Н. Я. Записки о Монголии / Предисл. Р. Б. Рыбакова, А. Н. Хохлова; Вступит. ст., коммент., словарь А. Н. Хохлова; Институт востоковедения РАН. — Изд. 2-е. — Самара: ИД «Агни», 2010. — 404 с. — 2000 экз. — ISBN 978-5-89850-154-9. (в пер.)
- Описание Тибета в нынешнем его состоянии. Архивная копия от 20 сентября 2020 на Wayback Machine С картою дороги от Чэн-ду до Хлассы. Перевёл с китайского монах Иакинф. — СПб., 1828.
- История первых четырёх ханов из дома Чингисова. — СПб., 1829.
В кн.: История монголов Архивная копия от 16 мая 2013 на Wayback Machine. — М., 2008.
- Описание Пекина, с приложением плана сей столицы, снятого в 1817 г. Архивная копия от 15 мая 2013 на Wayback Machine Переведено с китайского монахом Иакинфом. — СПб., 1829.
2-е изд. — Пекин, 1906.
- Описание Чжунгарии и Восточного Туркестана в древнем и нынешнем состоянии. Переведено с китайского монахом Иакинфом. Ч. I—II. — СПб., 1829.
- Сань-цзы-цзин, или Троесловие с литографированным китайским текстом. — СПб., 1829.
- Изображение первого начала, или о происхождении физических и нравственных законов // Московский телеграф. — 1832. — Ч. 48. — № 21, с. 3 — 33; № 22, с. 157—193; № 23, с. 285—316.
Чжоу Дуньи. Изображение Первого начала, или О происхождении физических и нравственных законов (с суждениями Чжу Си) / Пер. с китайского и толкования Н. Я. Бичурина // Чжоу Дуньи и ренессанс китайской философии. — М., 2009. — С. 85—111.
- История Тибета и Хухунора с 2282 года до Р. Х. до 1227 года по Р. Х. с картою на разные периоды сей истории. Переведено с китайского монахом Иакинфом Бичуриным. Ч. I—II. — СПб., 1833. Архивная копия от 21 сентября 2020 на Wayback Machine
- Историческое обозрение ойратов или калмыков с XV столетия до настоящего времени. Сочинено монахом Иакинфом. — СПб., 1834. Архивная копия от 21 сентября 2020 на Wayback Machine
2-е изд. Архивная копия от 16 мая 2013 на Wayback Machine / Предисл. В. П. Санчирова. — Элиста, 1991.
- Взгляд на просвещение в Китае // Журнал Министерства народного просвещения. — 1838. — Ч. XVIII, № 5, с. 324—366 Архивная копия от 16 мая 2013 на Wayback Machine; № 6, с. 568—595 Архивная копия от 16 мая 2013 на Wayback Machine.
- Хань-вынь-ци-мынъ. Китайская грамматика, сочинённая монахом Иакинфом. Напечатана по Высочайшему повелению. — СПб., 1838; 2-е изд. — Пекин, 1906.
- Забавные известия о России в китайской географии // Санкт-Петербургские ведомости. — 1840. — № 186; 2-е изд. — Вестник Бурятского научного центра Сибирского отделения Российской академии наук. 2025. № 1(57). С. 108—116.
- Китай, его жители, нравы, обычаи, просвещение. Сочинение монаха Иакинфа Архивная копия от 20 февраля 2020 на Wayback Machine. — СПб., 1840.
Бичурин Н. Я. Неизвестный Китай. Записки первого русского китаеведа / Предисл. Б. Б Виногродского. — Москва: Эксмо, 2017. — 352 с. — 1000 экз. — ISBN 978-5-699-86140-8.
- Отрывки из путешествия по Сибири Архивная копия от 16 мая 2013 на Wayback Machine // Русский вестник. — 1841. — Т. 4, № 10. — С. 74—94.
- Статистическое описание Китайской империи. Сочинение монаха Иакинфа. Т. I—II. — СПб., 1842.
2-е изд. Под науч. ред. К. М. Тертицкого Архивная копия от 15 мая 2013 на Wayback Machine. — М., 2002.
- Замечания на статью под заглавием: «Шесть сцен Онокского пастуха» Архивная копия от 16 мая 2013 на Wayback Machine // Москвитянин. — 1844. — Ч. 2, № 4. — С. 330—337.
- Земледелие в Китае. С семидесятью двумя чертежами разных земледельческих орудий. — СПб., 1844. Архивная копия от 20 сентября 2020 на Wayback Machine
- Сведения о Европе, сообщённые китайцам католическими вероисповедниками // Отечественные записки. — 1845. — Т. XL, № 6. — Отд. Смесь. — С. 91 — 97.
- Китай в гражданском и нравственном состоянии. Сочинение монаха Иакинфа в четырёх частях. СПб., 1848.
2-е изд. — Пекин, 1911—1912.
3-е изд. Под науч. ред. К. М. Тертицкого Архивная копия от 16 мая 2013 на Wayback Machine. — М., 2002.
- Кто таковы были монголы Архивная копия от 16 мая 2013 на Wayback Machine // Москвитянин. — 1850. — Ч. IV. — С. 85 — 92.
- Географический указатель мест на карте к истории древних среднеазийских народов. Сочинение монаха Иакинфа. — СПб., 1851.
- Собрание сведений о народах, обитавших в Средней Азии в древние времена. В трёх частях с картою на трёх больших листах. Сочинение монаха Иакинфа, удостоенное императорской Академией наук Демидовской премии. — СПб, 1851. Часть I. Архивная копия от 20 сентября 2020 на Wayback Machine Часть II и III. Архивная копия от 20 сентября 2020 на Wayback Machine
2-е изд. Под науч. ред. А. Н. Бернштама и Н. В. Кюнера Архивная копия от 15 мая 2013 на Wayback Machine. — М., Л., 1950—1953.
Переиздания в Казахстане (Алматы): 1992, 1998, 2000.
- Описание религии учёных. С приложением чертежей, жертвенного одеяния, утвари, жертвенников, храмов и расположения в них лиц, столов и жертвенных вещей во время жертвоприношения, составленное трудами монаха Иакинфа в 1844 г. — Пекин, 1906. Архивная копия от 21 сентября 2020 на Wayback Machine
2-е изд. в кн.: Конфуций. Я верю в древность Архивная копия от 16 мая 2013 на Wayback Machine. — М., 1995; М., 1998. (Печаталось с сокращениями)
- Собрание сведений по исторической географии Восточной и Срединной Азии / Составитель Л. Н. Гумилёв, М. Ф. Хван. — Чебоксары, 1960.
- Ради вечной памяти: Поэзия, статьи, очерки, заметки, письма / Составитель и авт. предисл. В. Г. Родионов. — Чебоксары, 1991.
- «Первый альбом» о. Иакинфа (Н. Я. Бичурина): исследования и комментарии. Нетрадиционные источники по истории Китая династии Цин (1644—1911). Вып. 2.: Составитель О. В. Васильева. Науч. ред. В. С. Мясников. Вступ. ст., пер. с китайского и коммент. И. Ф. Поповой. — СПб., 2010.
- «Второй» и «Третий» альбомы О. Иакинфа (Н. Я. Бичурина) / Вступ. статьи В. С. Мясникова и О. В. Васильевой. Подгот. к изд. О. В. Васильевой. Серия: Нетрадиционные источники по истории Китая периода династии Цин (1644—1911). — СПб.: Российская национальная библиотека, 2012.

## Комментарии
1. ↑  Впервые «Записку» опубликовал П. С. Савельев, в предисловии которого сообщается, что она была составлена в 1847 году, «за пять лет до кончины». Весь текст изложен от второго лица, поэтому академик В. С. Мясников полагал, что ошибочно называть этот документ автобиографией (Денисов П. В. Слово о монахе Иакинфе Бичурине. — Чебоксары, 2007. — С. 240—241).
2. ↑  Основанием для такого предположения, по-видимому, является то обстоятельство, что родная сестра матери Бичурина Акилины Стефановой (Степановой), Анна Степанова, была замужем за священником села Таволжанка Карсунской округи Симбирской губернии Василием Дмитриевым; в той местности поблизости не было (и сейчас нет) чувашских селений (Димитриев В. Д. Бичурин и Чувашия. Известия Национальной Академии наук и искусств Чувашской Республики. — № 1. — С. 21 — 52 (1998). Дата обращения: 12 апреля 2016. Архивировано 25 апреля 2016 года.).
3. ↑  В орфографии XVIII века фамилия его записывалась как Пичуринский, такую форму он использовал ещё в письмах из Пекина. Во всех печатных публикациях и письмах, начиная с 1820-х годов, — только Бичурин.
4. ↑  Список обвинений (Мясников В. С. Валаамская ссылка Н. Я. Бичурина // Проблемы Дальнего Востока. — 1986. — № 1. — С. 120—121.):
  1. В Пекине в 1808 году поручил приём имущества предыдущей миссии иеромонаху и не имел документов и общей описи монастырских владений, допускал расхищение и заклад церковного имущества в частные руки, один из камней с митры использовал для ношения на китайской шапочке;
  2. С 1814 года вообще не проводил церковных служб, Святых тайн не причащался и исповедовался даже не каждый год;
  3. «Держал в Пекине под видом услуг молодого китайца»;
  4. Самовольно снёс ветхую колокольню и продал 5 церковных домов;
  5. Удостоил христианского погребения самоубийцу — студента Громова;
  6. «Над подчинёнными употреблял он… меру наказания не столько исправительную, сколько жестокую и несоответственную ни званиям, ни вине…»;
  7. Участие архимандрита и братии в публичных зрелищах;
  8. «Взял из Иркутска 12-летнего мещанского сына, ехал с ним в одной повозке и спал на одной кровати, даже здесь в Лавре до самого начала дела»;
  9. В Лавре в Великий пост играл в карты и держал в келье коровье молоко;
  10. Во время обыска было изъято письмо от женщины, которое «наводит на подозрение о любодейной связи, потому что в письме сем упоминается о рождении женщиною младенца от того человека, к кому оно писано…»
5. ↑  Перевод публиковался в журнале Nouveau Journal Asiatique (1829, Vol. IV), а в 1831 году вышел отдельной книгой в Париже.
6. ↑  Здесь и далее — курсив самого о. Иакинфа.
7. ↑  В. Н. Кривцов в своём романе «Отец Иакинф» предлагал вариант: «Труженик ревностный и неудачник, свет он пролил на анналы истории» (Кривцов В. Н.. Отец Иакинф. — Л.: Лениздат, 1988. — С. 3.). А. Н. Бернштам приводил такой перевод: «Постоянно прилежно трудился над увековечившими [его] славу историческими трудами» (Бичурин Н. Я. (Иакинф). Собрание сведений о народах, обитавших в Средней Азии в древние времена. — М., Л., 1950. — Т. I. — С. XVII.).
8. ↑  Илья Фениксов в 1808 году самовольно ушёл из Казанской духовной академии и поступил в Лубенский гусарский полк. Вероятно, участвовал в Отечественной войне 1812 года. Позднее женился, его сын Дмитрий в 1860-е годы служил в Витебской губернии в чине коллежского секретаря. В 1864 году Д. Фениксов обращался в Александро-Невскую лавру с запросом, не сохранились ли личные вещи дяди (Денисов П. В. Слово о монахе Иакинфе Бичурине. — Чебоксары, 2007. — С. 253, 282.).